# 江の川
江の川（ごうのかわ）は、島根県および広島県を流れる一級水系の本流。流路延長194km、流域面積3,900km2 。全国ランキングでは、延長で12位、面積で16位。中国地方においては最大の河川であり、中国地方の一級河川の中で唯一中国山地を貫流する先行河川。

## 名称・呼称
「ゴウノカワ」「ゴウガワ」「ゴウカワ」という名の由来は定かになっていない。
「ゴウ」とは、川・川岸という意味があり、これに「江」「郷」の字があてられた。河口の江津はゴウの津、つまり川の港から名付けられたと言われている。漢字での「江津」という地名は永和2年（1376年）にでてくるが、康保4年（967年）『延喜式』では「ゴウ」という地名で出てくる。
また広島、特に三次市中心部より上流は可愛川（えのかわ）と言われていた。これは養老4年（720年）『日本書紀』に出てくる名である。この可愛に大和仮名の江を用いて江の川としたとする話もある。
最上流部である源流から山県郡北広島町大朝までは「大谷川」と呼ばれる。
江の川は、現代に至るまで流域各地で個別の名で呼ばれていた。
- 明治19年（1886年） : 内務省土木局編『六十五大川流域誌』石見国（島根）側が「郷川」、安芸国（広島）側が「吉田川（あるいは可愛川）」と記載[11]。
- 大正8年（1919年） : （旧）河川法に則り、広島県がその管理区間を「郷川」とした[4]。
- 大正12年（1923年） : 逓信省編『水力調査書』島根側が「江川」、広島側が「可愛川」と記載[12]。
- 昭和5年（1930年） : （旧）河川法に則り、島根県がその管理区間を「江川」とした[4]。
- 昭和41年（1966年） : （現）河川法制定に伴い、一級河川指定（国の管理）の際に「江の川」に定められた[4]。

異名として「中国太郎」がある。河川を管理する国土交通省によると、江の川は中国地方最大の河川であり太郎は長男、あるいは最大・最長の一番を意味することから呼ばれるようになったとしている。江津市にある石見智翠館高等学校は旧校名を江の川高校といった。

## 流域
広島県の山県郡北広島町阿佐山（標高1,217m）に源を発し、北東に進み、三次市中心部で3つの支流が3方から合流する。そこから西進して島根県に入り中国山地内を北に進み、邑智郡美郷町で大きく西南に進路を変え江津市で日本海に注ぐ。
江の川の全流域は、東西方向に約85km、南北方向に約60km 。一見すると楕円形であるが神戸川水系が中央付近の北側から島根県飯南町赤来付近にまで約20kmほどくさび状に食い込んでいることから、蝶が羽を広げたような形状に近い。流路延長は約190kmであるが、源流から河口までの直線距離では約50km程度である。流域面積は島根県側が1,260km2、広島県側が2,640km2でほぼ1:2になる。以下、本流および主要な支流にある市町村を上流側から列挙する。
- 江の川 - 広島県山県郡北広島町、同県安芸高田市、同県三次市、島根県邑智郡邑南町、同郡美郷町、同郡川本町、同県江津市
  - 簸ノ川 - 広島県安芸高田市
  - 馬洗川 - 広島県世羅郡世羅町、同県三次市
    - 上下川 - 広島県府中市、同県三次市
    - 西城川 - 広島県庄原市、同県三次市

  - 神野瀬川 - 広島県庄原市、同県三次市
  - 出羽川 - 島根県邑智郡邑南町
  - 塩谷川 - 島根県飯石郡飯南町、同県美郷町
  - 濁川 - 島根県邑智郡邑南町、同郡川本町
  - 八戸川 - 島根県邑南町、同県浜田市、同県江津市
  - 都治川 - 島根県大田市、同県江津市
- 他、2次以下の支流には広島県神石郡神石高原町、同県東広島市域を流れるものもある。

上流
阿佐山から南進、北広島町高野で東進する。北広島町大朝で田原川・大塚川が合流した後そこから南東に進み、北広島町壬生で志路原川が合流、土師ダムで八千代湖を形成する。ダムから流下し、安芸高田市吉田町長屋で簸ノ川が合流、吉田町桂で北東へ進み、甲田町下小原で戸島川が合流、そのまま北東へ進み三次市中心部で馬洗川が合流する。そこから大きく西へ進路を変え、神野瀬川が合流、更に西進し江の川取水堰（鳴瀬堰）に入る。
源流から江の川取水堰付近までにあたる。最上流部が大谷川、また上流域は可愛川とも呼ばれている。河床勾配は1/500から1/900、丘陵地や隆起準平原の中を比較的緩やかに流れていく。
中流
取水堰から西進する。この区間からは、川が安芸高田市と三次市の市境になる。左岸安芸高田市高宮町船木で生田川が合流、左岸安芸高田市高宮町佐々部・右岸三次市作木町門田で大きく北に進路を変える。左岸高宮町川根で長瀬川が合流、左岸高宮町川根・右岸三次市作木町香淀で左岸側が島根県との県境を越え邑智郡邑南町に入る。ここから左岸側が島根県、右岸側が広島県になり、川が県境となる。右岸三次市作木町下作木で作木川が同地区で砂井谷川が合流、左岸邑南町下口羽で出羽川が合流する。北進し、左岸邑南町宇都井・右岸作木町伊賀和志で右岸側が島根県との県境を超え邑智郡美郷町へ入る。川は町境になるも、すぐ邑南町境は西の内陸部に移り、川面は美郷町内になる。そのまま北進を続け、浜原ダムで浜原貯水池を形成する。
江の川取水堰から浜原ダム付近までにあたる。大きく蛇行しながら中国山地内を流れるいわゆる山地流であり、河床勾配は1/300から1/600と上流域よりも急勾配になる。先行谷を形成、河岸段丘とごく狭い谷底平野が発達、流路に岩・巨石も露出し、両岸は急峻な斜面が迫る。所々にある狭い氾濫原に集落が点在する。日本海から季節風が吹き込むため、この中流域のことを「江の川関門」と呼ばれる。
下流
北進していた川は美郷町中心部で大きく南西へ進路を変える。川本町に入り、その中心部で三谷川が、川本町川下で木谷川が合流する。川本町因原で濁川が合流すると、西に進路を変え、江津市に入る。江津市桜江町川戸で八戸川が合流、西北西に進路を変え、江津市松川町下河戸で都治川が合流、江津市渡津町で平野部に入り、そのまま日本海に流れ込む。
浜原ダムから河口までにあたる。河床勾配は1/900から1/6,000。石見高原と呼ばれる隆起準平原の中を進み、中流域からの山地流がしばらく続き、のち川幅は広がり、蛇行する河川の中でわずかながら広がる氾濫原に集落が点在する。丘陵を抜け出した川はそのまま日本海に注ぐ。農地・宅地利用できる大きな沖積平野を作らなかったことから「無能な川（能無川）」とも呼ばれた。

## 自然

### 地形・地質
江の川の河川形状は、上流と中・下流で全く異なる。源流は中国山地内、上流域が中国山地南の瀬戸内海側にある台地・盆地内、中流域が中国山地内、下流域が中国山地北の日本海側にある台地・平野となる。その流路は中国山地の造山活動前に形成された。
| Clip 流域地形図 | 江の川源流点、 1:馬洗川源流点・2:神野瀬川源流点・3:西城川源流点。 |

流域の地形は、まず標高150m-200mの三次を中心とする丘陵地（山麓平坦地）が形成、次に標高400m-600mの隆起準平原（吉備高原・世羅台地・石見高原など）が形成され、最後に標高1,000m-1,300mの中国脊梁山脈が地殻変動によって形成された。この新生代第三紀に起きた山地の造山活動に対し、江の川の下刻侵食力のほうがそれを上回ったためそのまま流路として残り、結果瀬戸内海側から中国山地を断ち切って日本海側へ流れる水系が形成された。のち新生代第四紀に地殻変動によって相対的に落ち込んだことで三次盆地が形成され、そこへ馬洗川・西城川・神野瀬川なども集まってきたことで本流と支流合流部が形成された。三次付近は開けているが河口の江津付近は狭くその形状から「ひょうたん型河川」とも呼ばれている。

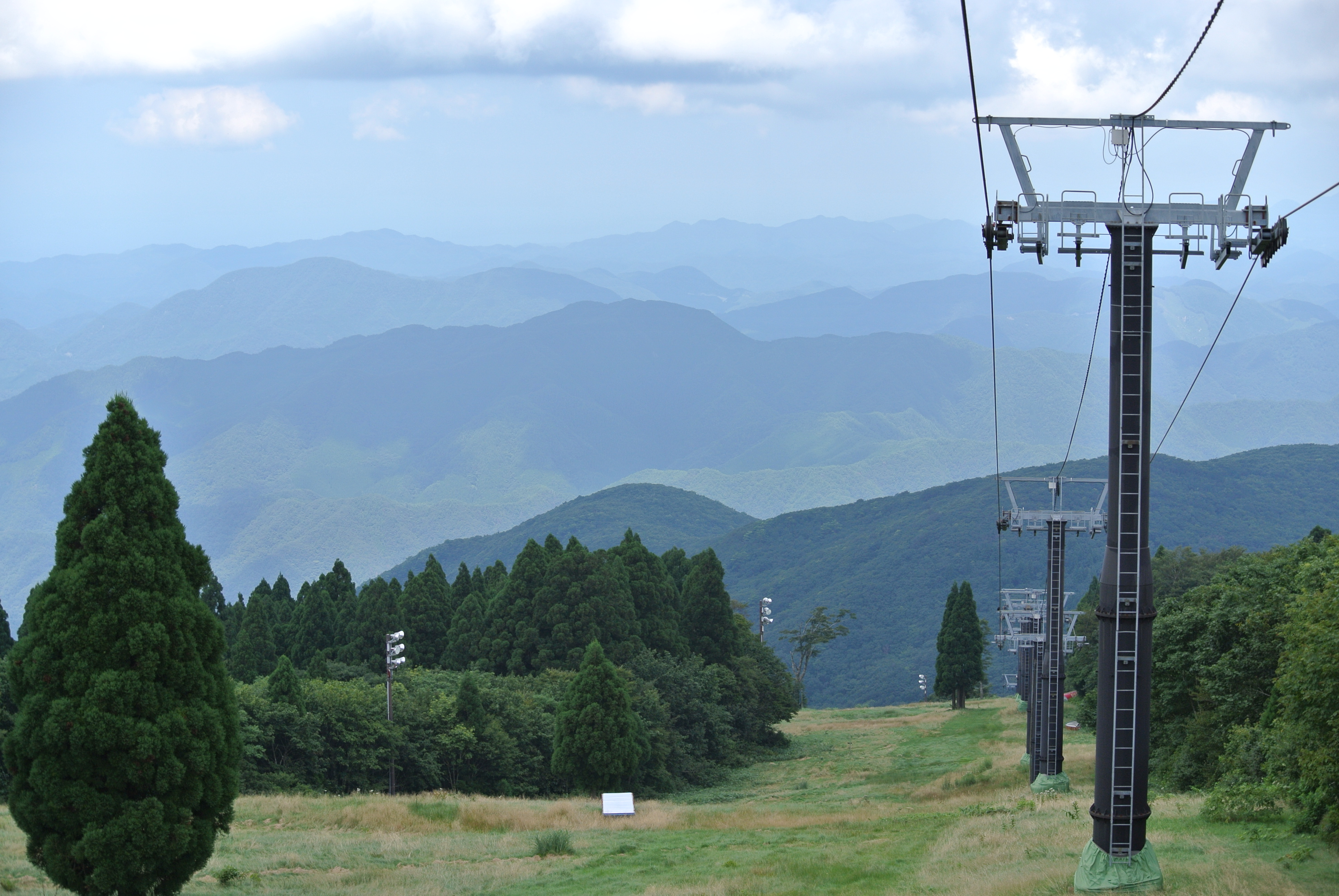
阿佐山の北側にある瑞穂ハイランド。中流域を流れる一次支流八戸川の源流付近にあたる。この阿佐山の南側つまり反対側が江の川の源流付近にあたる。

一方中国山地側から見ると、脊梁が江の川で分断されたことになる。中国山地の狭義では江の川より東側を東中国山地、西側を西中国山地あるいは冠山山地と呼称している。
江の川本流・支流の源流点は、多くが中国山地内にある。例えば、阿佐山では南側に流れていくのが江の川本流、北側に流れていくのが江の川一次支流八戸川、西側に流れていくのが太田川水系滝山川になる。一方で馬洗川など流域南側では山の頂上ではなくなだらかな地に源流点がある支流が存在する。これは他の水系との分水嶺も同様である。特徴的なこととして、江の川の後に形成された他の河川に河川争奪されたことで分水嶺となった地点が複数存在することが挙げられる。つまり、江の川流域は当初より数万年かけて小さくなっていったことになる。こうした分水嶺の代表例としては、太田川水系による争奪として上根峠・向原町周辺、斐伊川水系によるものとして王貫峠・三井野原、芦田川水系によるものとして上下町周辺がある。

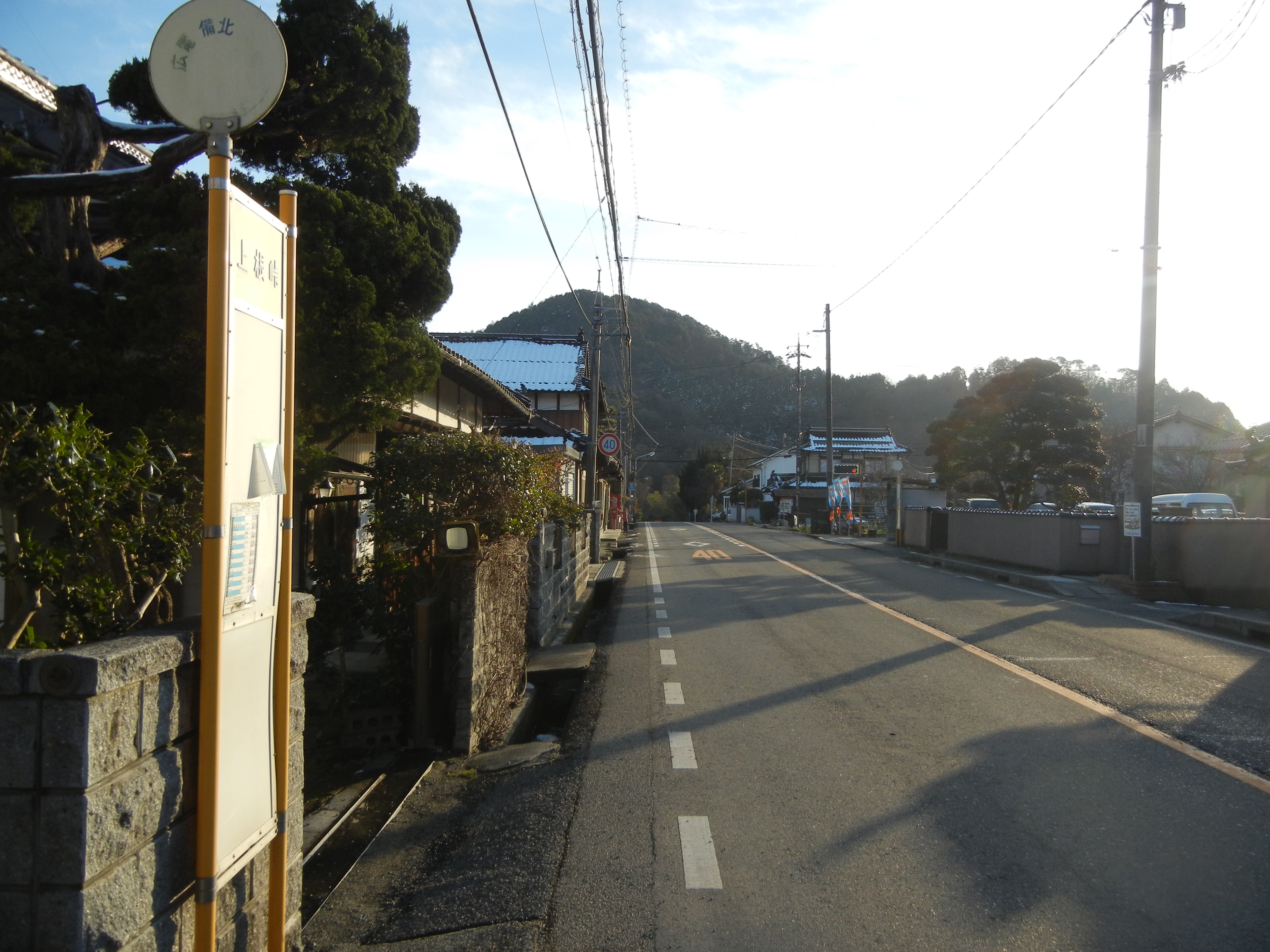
3 島根・広島県道5号上根峠。標高268m。日本における河川争奪地形の代表例。
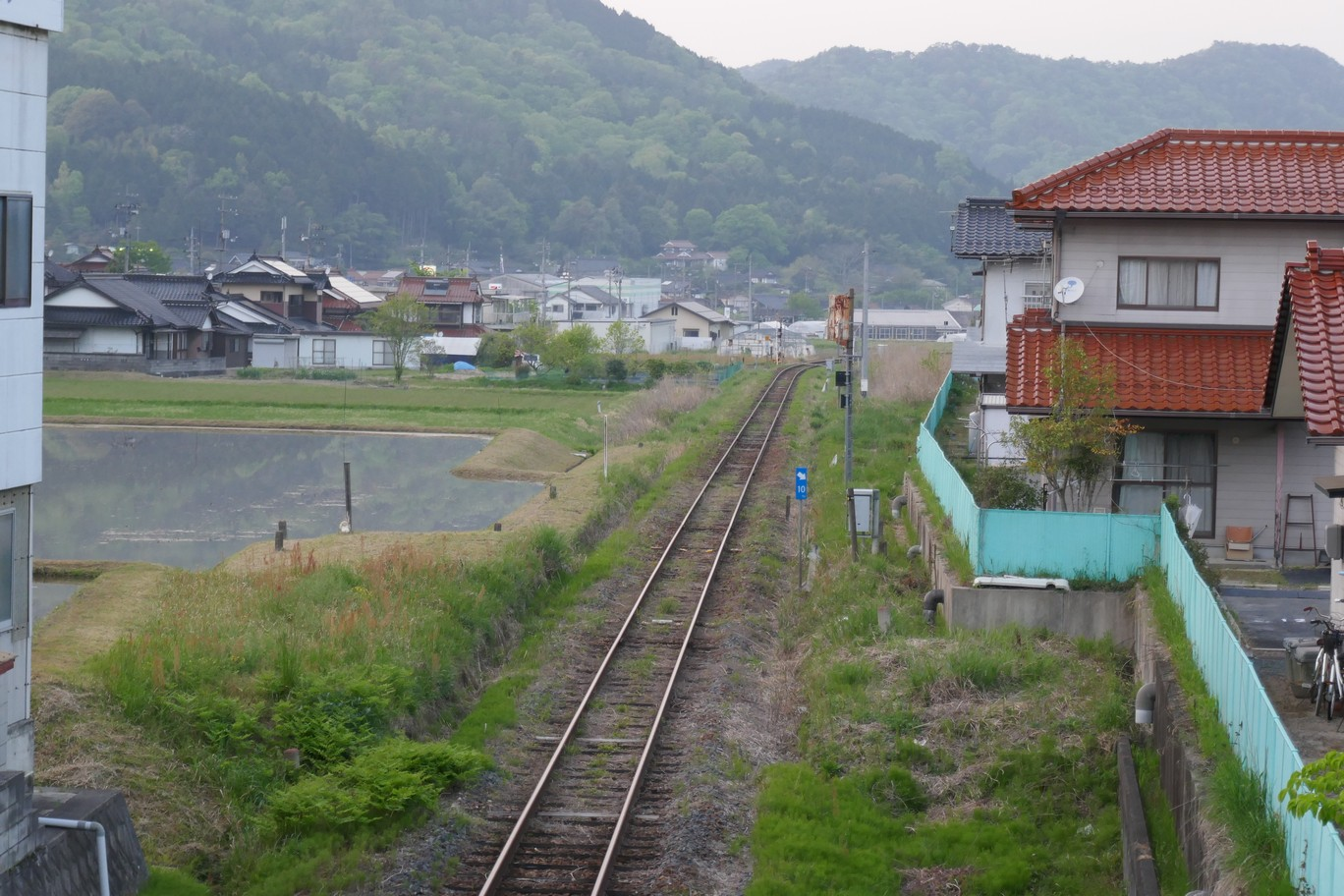
4 向原町泣き別れ。標高190m。典型的な谷中分水嶺[28]。
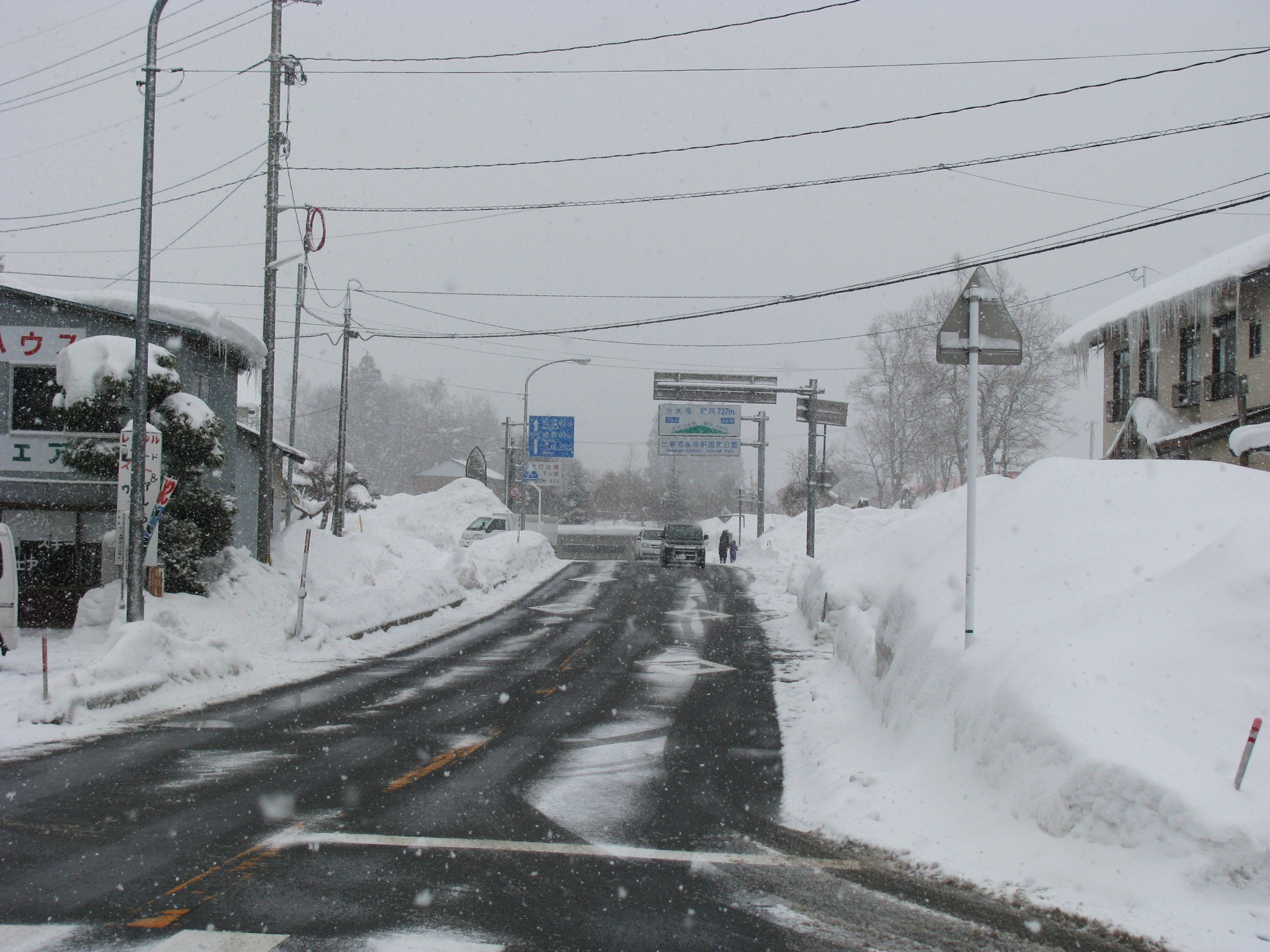
7 三井野原。標高730m。斐伊川水系との分水嶺[28]。
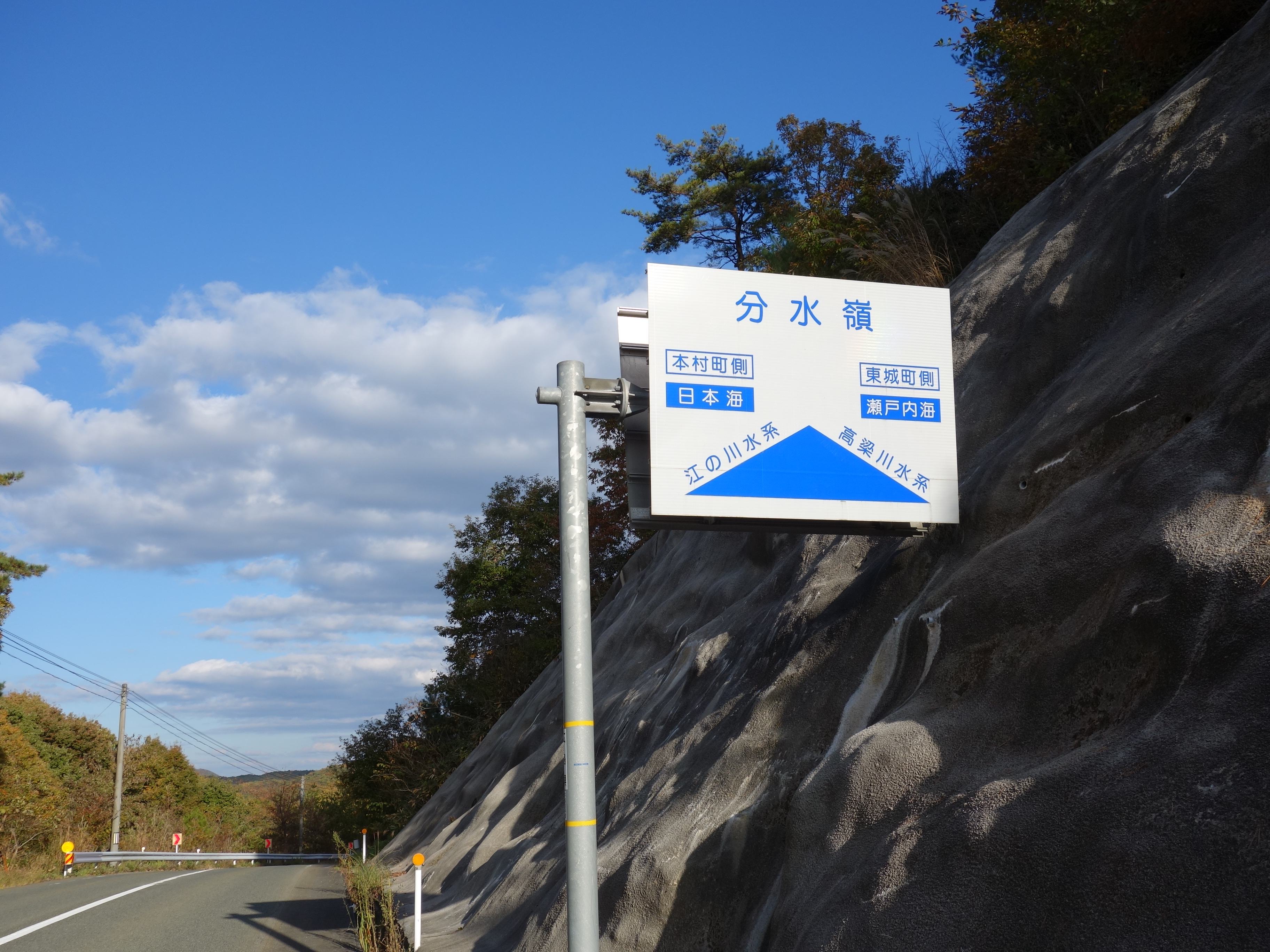
10 広島県道23号中山峠。標高610m。高梁川水系との分水嶺[28]。

地質の基盤は流紋岩が広い範囲で分布する。中国山地、つまり源流部・上流域支流・中流域はこれに花崗岩が貫入する。風化した花崗岩内に含まれる砂鉄を用いて、かつて流域の広い範囲でたたら製鉄が行われていた。上流域の三次盆地周辺では沖積層の備北層群が、上流域支流馬洗川流域は吉舎安山岩が広く分布する。この備北層群からヒゲクジラの化石（ショウバラクジラ）が発見されており、そこから新生代第三紀中新世ごろ三次・庄原つまり江の川上流域は海の中（古瀬戸内海）であったと考えられている。河口部は三群変成岩で形成されている。島根県では石州瓦が生産されているが、その瓦粘土の一つである都野津層はこの流域では支流部で小規模に分布する。

### 気候・水文
中国地方の気候区分は基本的に中国山地で区分され、北側が日本海側気候・南側が瀬戸内海式気候、そして中国山地が山岳気候になる。ただ中国山地より南側にあたる江の川上流域の大部分は内陸性気候が現れる。これに冬には日本海から季節風が流れ込むため、その吹き込み口で江の川関門と呼ばれる中流域は厳しい気象となる。
平均年間降水量は、流域平均で1,650mm。個別で見ると島根県側では約2,000mm 。広島県側では江の川と西城川流域が約1,600mm、神野瀬川流域が約1,800mm、馬洗川流域が約1,500mm 。つまり島根と比較して広島側が少なく、更に広島でも南の瀬戸内海側に近いほど降水量が少なくなる。

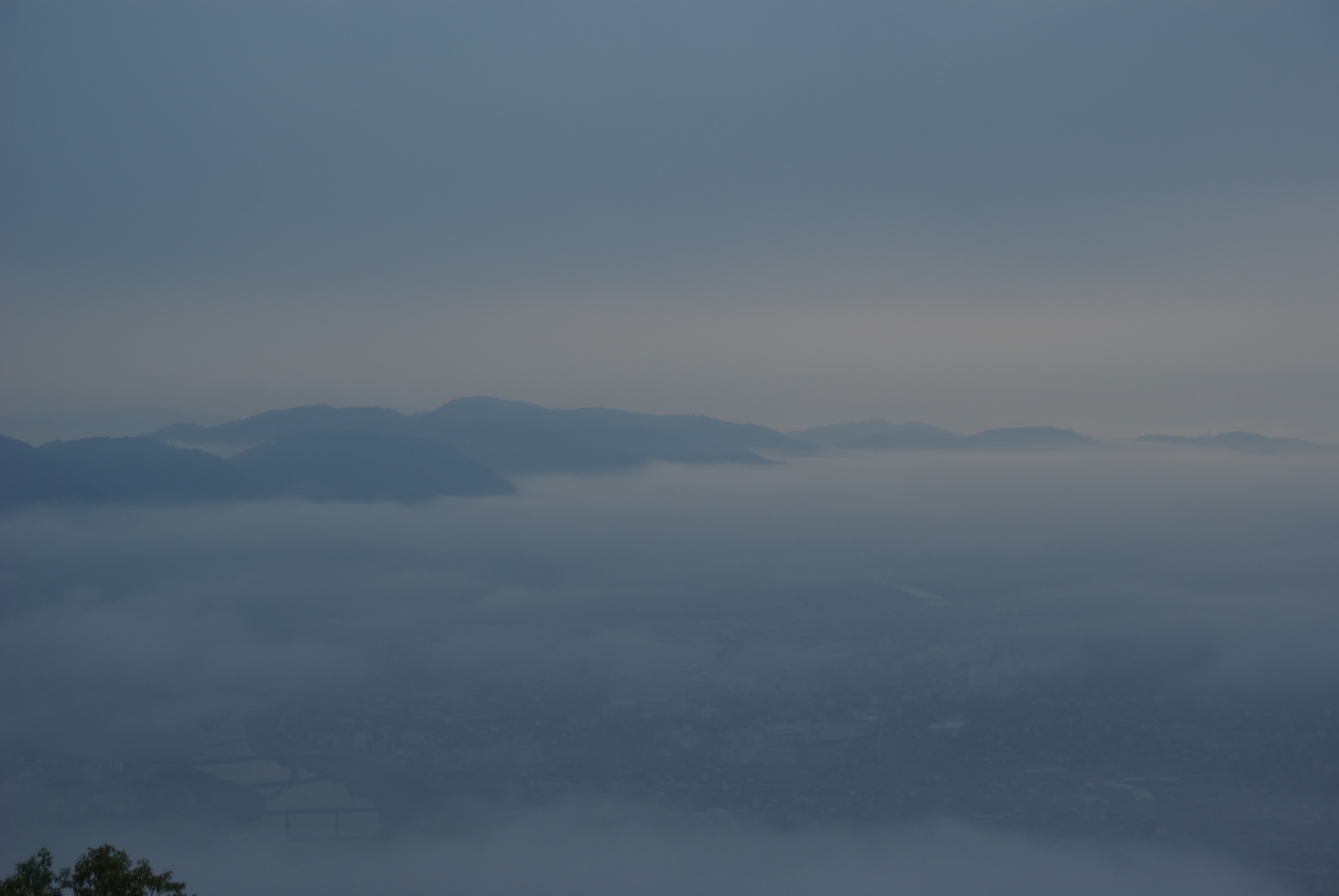
三次霧。

中国地方唯一の中国山地を貫流する河川であることから、島根県側の川が全て日本海に流れるのに対して、広島県側ではほぼ瀬戸内海であるが唯一江の川水系のみ日本海に流れる。うち一次支流長瀬川流域のみ、上流が島根県で下流が広島県で江の川に合流する。
上流域の支流は三次盆地に集まる求心型で、中でも馬洗川・西城川・神野瀬川は江の川上流とほぼ同規模である特徴がある。こうしたことから、合流地点の流量は河口地点での流量のほぼ半分に達する。四方を山々に囲まれ本流・支流が合流する三次盆地は秋から春にかけて大規模な霧が発生しやすい（霧の海 (三次市)）。
一方で中・下流域の支流は、先行性の本流に比較的短い流路の支流が流れ込む羽状型である。本流の中・下流は狭隘で両岸まで山が迫り、合流部も含めて大きな扇状地・平野は存在していないため水の逃げ場が無くそのまま流れ込むことから、洪水時では水位が10m以上上昇する。
以下2017年度の国管理区間における水質現況を示す。経年変化で見ると、河川に関しては影響する人口産業密集地域がないため水質の急激な悪化はない。一方で湖沼（ダム）は富栄養の状態にある。
| 河川             | 観測地点 | 類型 | BOD | 観測地点 | 類型 | BOD | 観測地点 | 類型 | BOD |
| ---------------- | -------- | ---- | --- | -------- | ---- | --- | -------- | ---- | --- |
| 江の川（代表値） | 三国橋   | A    | 1.0 | -        | -    | -   | -        | -    | -   |
| 江の川上流       | 吉田     | A    | 1.0 | 栗屋     | A    | 0.9 | 尾関山   | A    | 1.0 |
| 江の川中流       | 川本大橋 | A    | 0.6 | 川本大橋 | A    | 0.6 | -        | -    | -   |
| 江の川下流       | 桜江大橋 | A    | 0.6 | 川平     | A    | 0.7 | 江川橋   | A    | 0.6 |
| 馬洗川           | 南畑敷   | A    | 1.1 | -        | -    | -   | -        | -    | -   |
| 西城川           | 三次     | A    | 0.9 | -        | -    | -   | -        | -    | -   |
| 神野瀬川         | 神野瀬川 | A    | 0.9 | -        | -    | -   | -        | -    | -   |

| 河川   | 観測地点       | 類型 | COD |
| ------ | -------------- | ---- | --- |
| 江の川 | 土師ダムサイト | A    | 3.6 |
| 上下川 | 灰塚ダムサイト | A    | 3.6 |

### 動植物
純淡水魚ではカワムツ・オイカワが代表種。回遊魚では全流域でアユが生息しており、上流では陸封のもの、中流では尺鮎と呼ばれる大型のものがいる。またサケ、ウナギやサクラマスも確認されている。下流の汽水域ではスズキ・クロダイ・ボラなどが確認されている。
流域の植生はほぼ二次林である。中国山地およびその北側、つまり島根県全域と広島県備北地方にかけての広い範囲でコナラ林が分布する。一方でその南側の低地になる吉備高原面ではクリ・コナラなどの落広葉樹を含むアカマツ林が広く分布する。上流部支流の源流付近、備北地方の中国脊梁山脈付近はミズナラ林が多い。自然植生は、上流域北部高地に分布するブナ林、上流域低地の社叢にわずかに残るシラカシ林、中・下流域のところどころでシラカシ林が残っている。また中・下流域の広い範囲の河岸に水害防備林として竹林が植えられている。
鳥類は流域によって異なる。下流域が河原や海岸を生息の場とする種、中流域が山地内であるため林を生息の場とする種、上流域は中流域とほぼ同じ構成であるが川に沿って農地が広がるため林に強依存する種は少なくなる。
2003年・2008年・2013年に行われた河川水辺の国勢調査において確認された、種の保存法（希少野生動植物種）・文化財保護法、環境省・島根県・広島県の各レッドリストに登録されている特定種の数は以下の通り。
- 魚類：25種
- 底生動物：29種
- 哺乳類：4種
- 鳥類：34種

- 両生類/爬虫類：16種
- 昆虫類：59種
- 植物：59種

うち希少野生動植物種としては、コウライアイサ・オオタカ・クマタカ・ハヤブサ、オオサンショウウオが確認されている。一方で、上流・下流の一部では河床の撹拌不足による環境劣化が確認されており、上流域の広い範囲で要注意外来種のオオカナダモが生息し、ダム湖などではオオクチバスなど外来種が繁殖している。

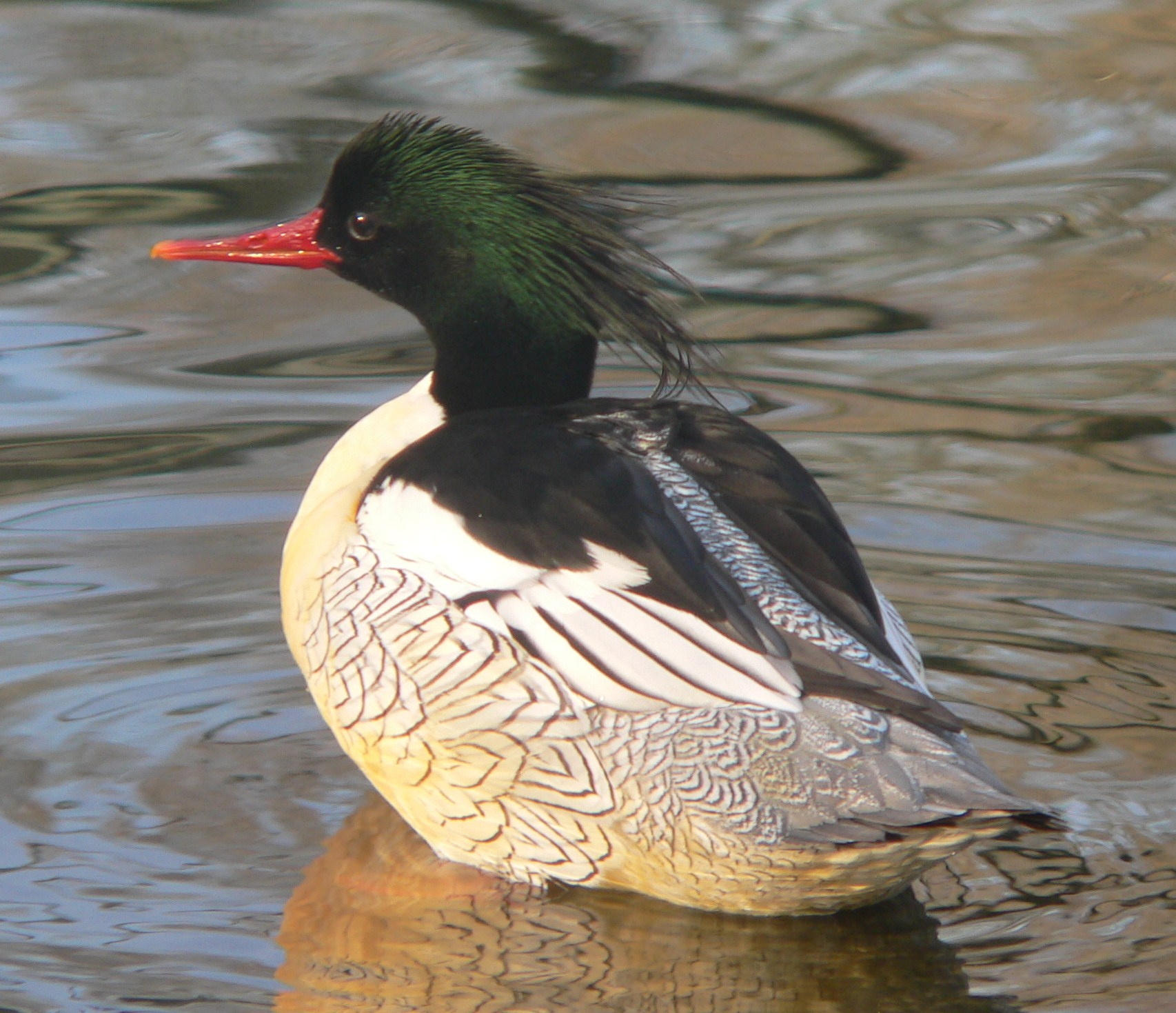
コウライアイサ
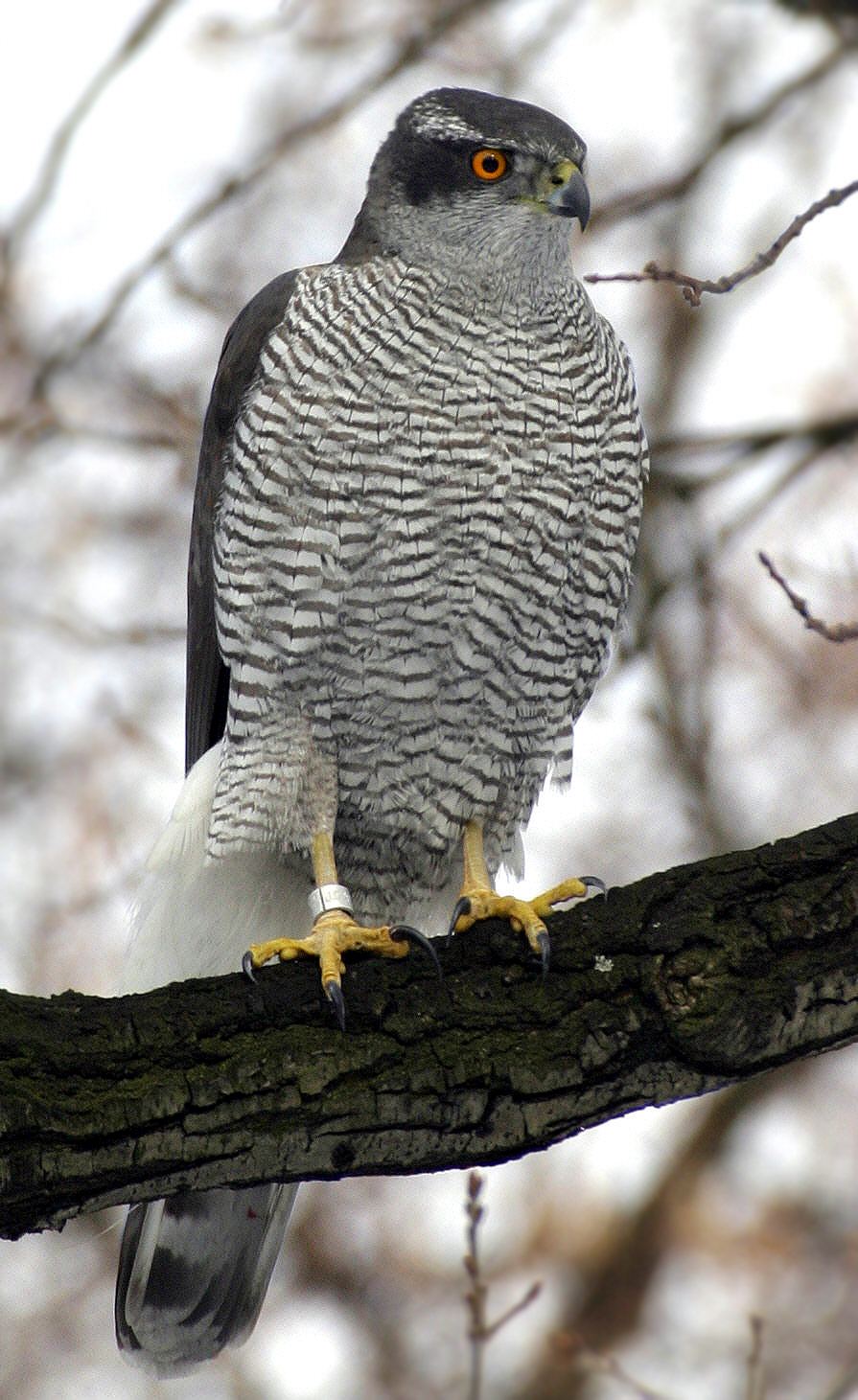
オオタカ
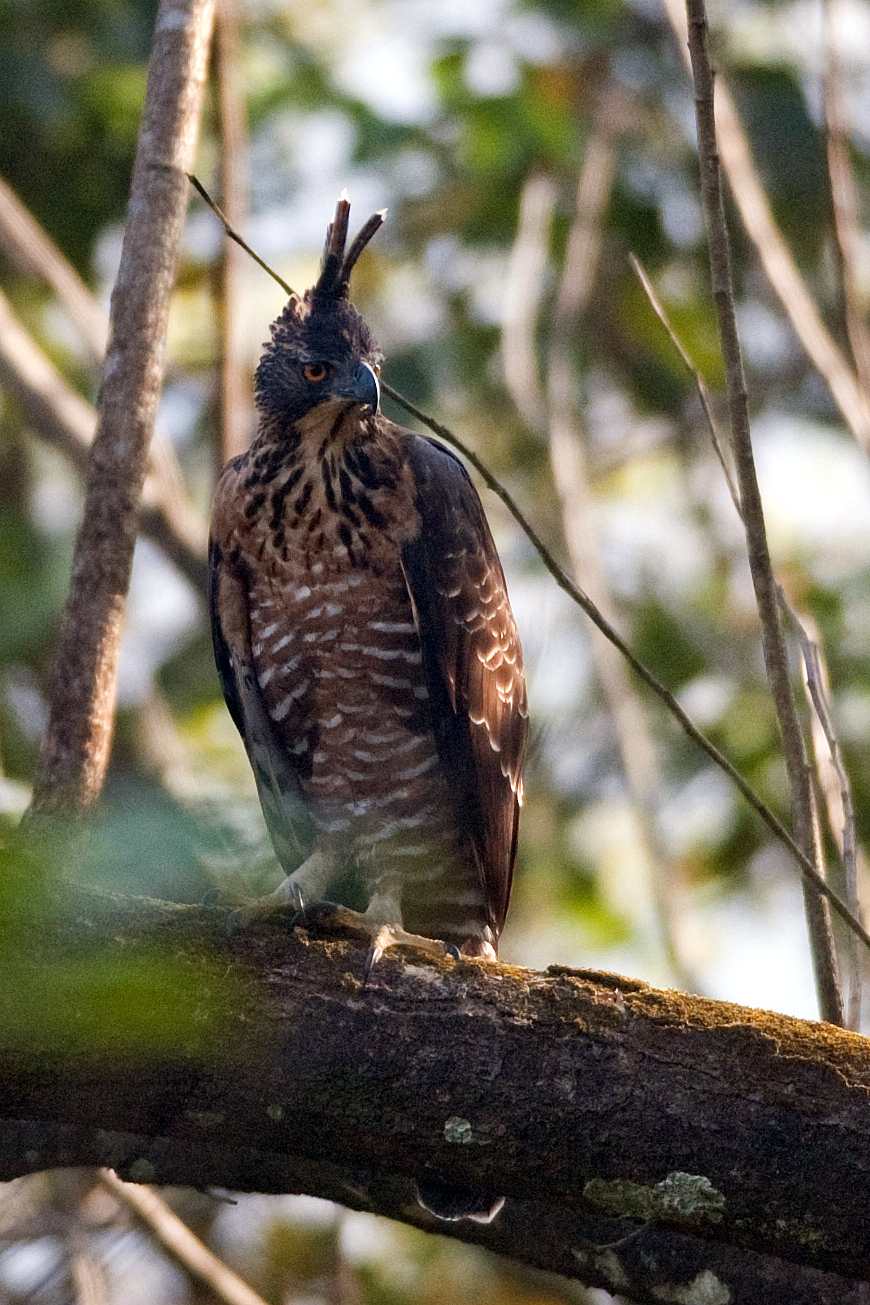
クマタカ
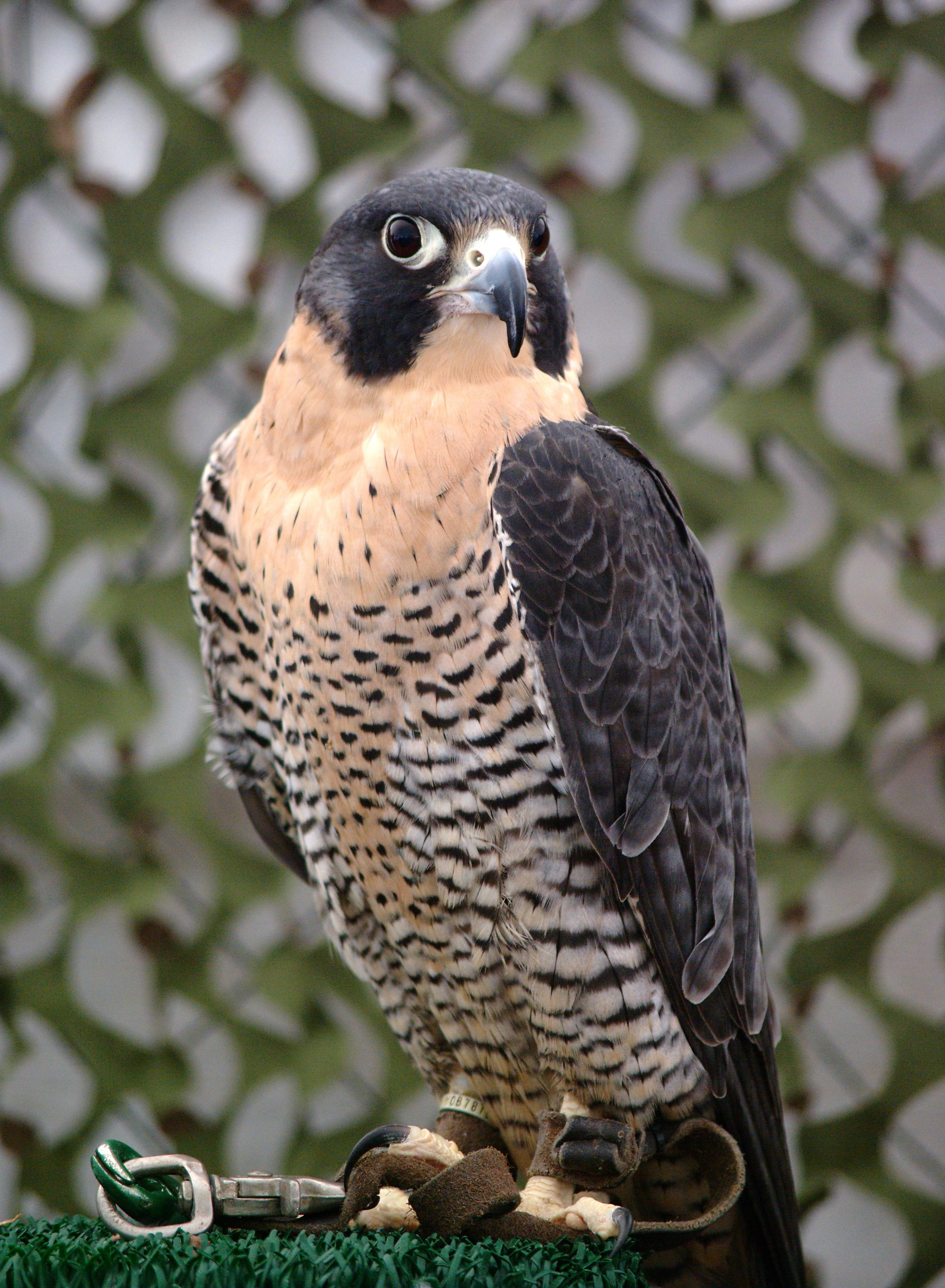
ハヤブサ
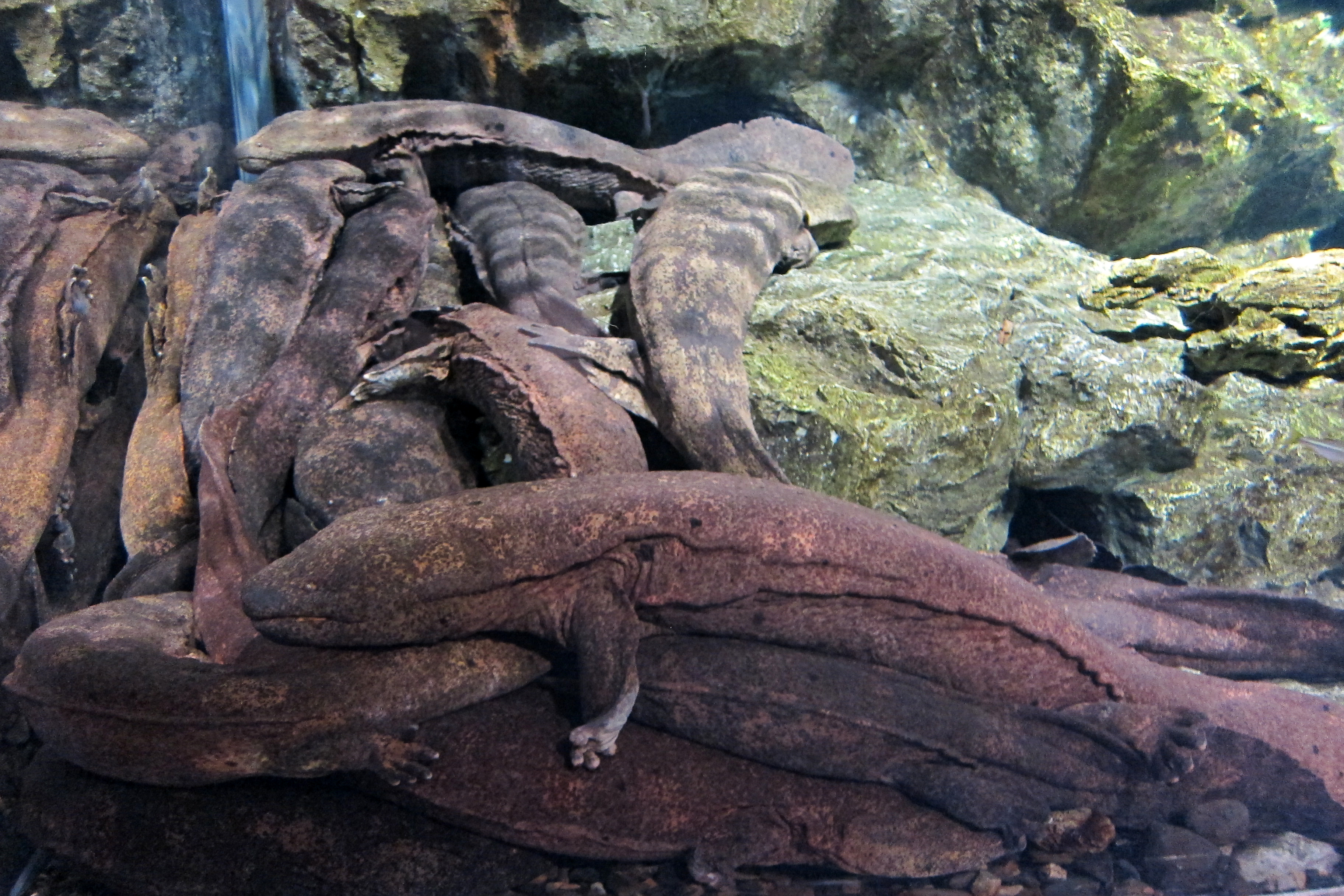
オオサンショウウオ

### 景勝
流域の地形は、大きく分けて脊梁山脈/高原面/平坦地が階段状に形状されている。江の川支流の中にはこの段差した地点で数千年もの歳月をかけ滝や渓谷を作り出した。以下、代表的なものを列挙する。
- 岩瀧寺の滝 1
- 権現瀧 2
- 千丈渓 3
- 観音滝 4
- 竜頭ヶ滝 5
- 明神岩 6
- 赤馬滝 8
- 蟠龍峡 9
- 大槙谷 10
- 旭峡 11

- 小掛峡 12
- 神之瀬峡 13
- 砂が淵 14
- 那智の滝 16
- 手洗滝 17
- 品の滝 18
- 日野滝 19
- 鳴滝 20
- 雄滝・雌滝 21

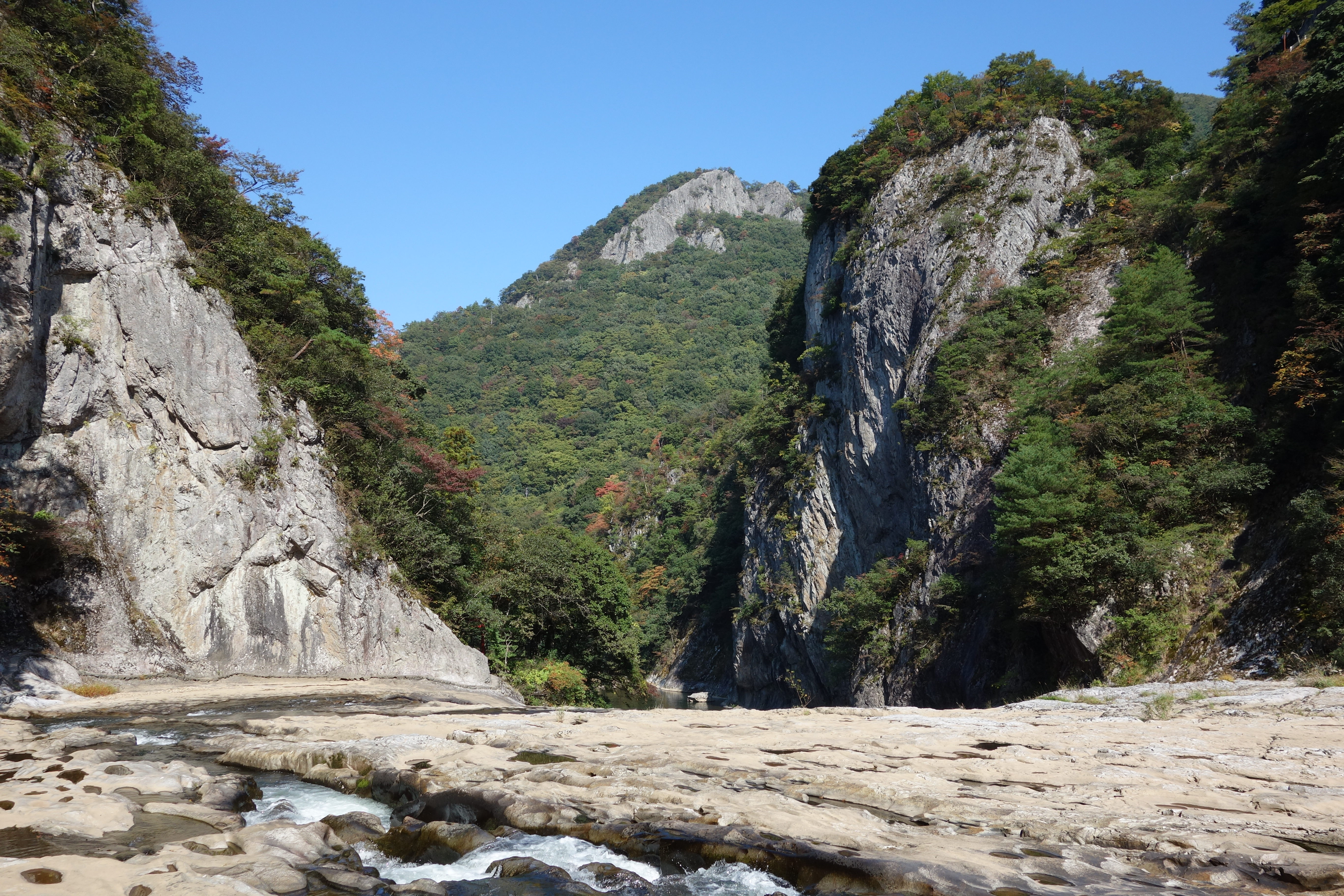
断魚渓 7
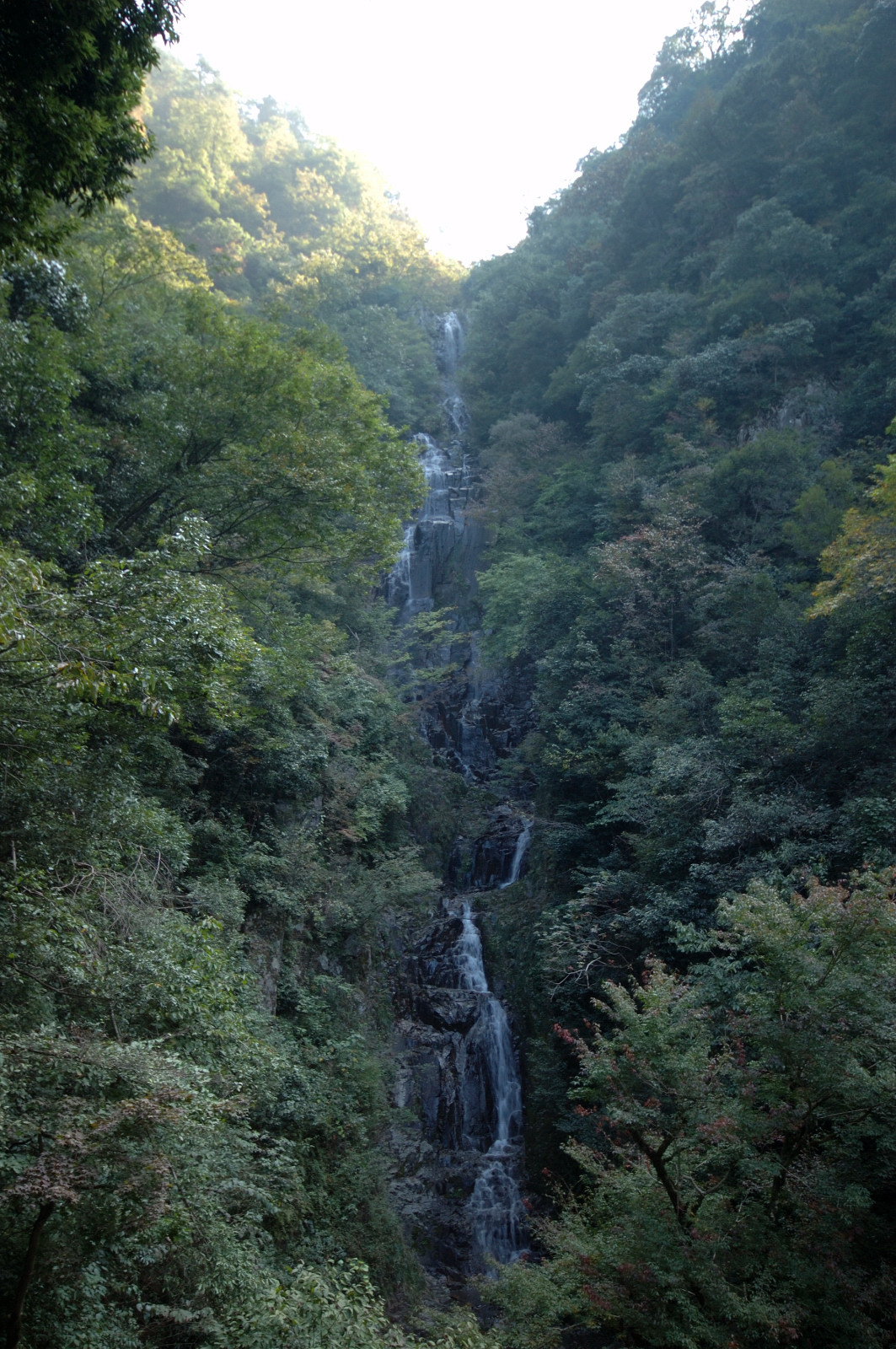
常清滝 15

古くから河川舟運・漁業が盛んであった江の川流域では、良好な漁場、あるいは航行に危険のある箇所として淵・瀬に名がつけられている。これらは人々の信仰の対象であったり、伝説が作られたり、景勝として観光名所となった。本流中流域には厳島神社（美郷町明神岩）・金比羅社（美郷町荷越の瀬）と水あるいは舟の神を祀る神社がある。本流上流（安芸高田市釜ヶ淵）と本流下流（江津市スイジンサン）には別々の猿猴にまつわる伝説がある。
流域の様子を頼杏坪が詩に残している。
中村憲吉は新聞のコラムの中でこう表現している。
源流付近が西中国山地国定公園、上流域支流の西城川源流付近の吾妻山から道後山一帯が比婆道後帝釈国定公園、江の川本流下流域の三瓶山周辺が大山隠岐国立公園三瓶山地域。上流域支流の神野瀬川流域が神之瀬峡県立自然公園（広島）、本流中流域の県境から下流側が江の川水系県立自然公園（島根）、下流域の景勝が千丈渓県立自然公園（島根）、断魚渓・観音滝県立自然公園（島根）に指定されている。

## 沿革

### オロチと神楽

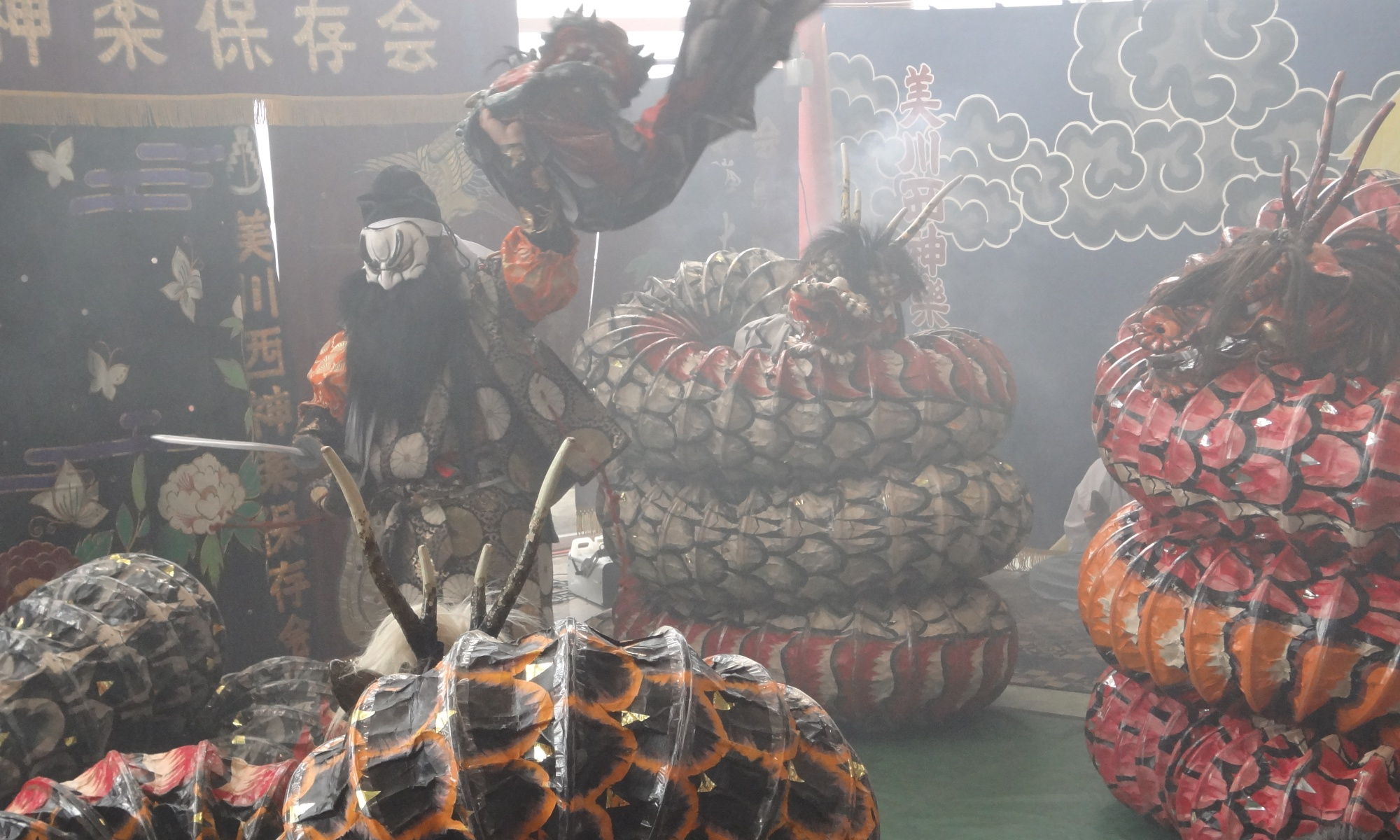
石見神楽『大蛇』。

江の川は広島県側では可愛川と呼ばれる。これは『日本書紀』のヤマタノオロチ伝説に出てくる名である。
また『日本書紀』第八段一書には出雲の簸之川の記載があり、これは島根県出雲地方を流れる斐伊川であるとされる。ただ同じ名の川が安芸高田市内を流れる江の川一次支流にも存在し、その上流にはヤマタノオロチにまつわる伝承が残っている。
ヤマタノオロチ伝説は『古事記』にも出てくる話であるが、日本書紀とは異なり可愛川の名は出てこない。この話の解釈については諸説あるが出雲地方では、ヤマタノオロチは洪水で暴れる斐伊川本流支流を表しスサノオ（素戔嗚尊）はその治水に尽力した神という説、あるいはヤマタノオロチの腹の中から天叢雲剣を取り出す描写が古代の製鉄を意味しているとする説、がある。
江の川流域の島根県・広島県の広い範囲でこのオロチ伝説を題材の一つとする神楽の文化が残っている。大きく区分すると、本流の中・下流域つまり島根県側では石見神楽、本流上流域は芸北神楽、上流域の支流では備後神楽と呼ばれている。これらの神楽は出雲流の採物神楽にルーツを持ち、たたら製鉄が盛んになったことで人々が移動・交流していく中で、出雲の佐陀神能が石見に伝わって近世以前に石見神楽として定着、そこから近世に安芸国北部に伝わって芸北神楽となったという。うち大元神楽と比婆荒神神楽が国の重要無形民俗文化財。

### 舟運とたたら
江の川は豊富な流量に比較的緩やかな勾配、中流域が中国山地を断ち切って流れる先行河川、上流域は三次盆地を中心に放射状に伸びる本流・支流、という特徴から、舟で日本海側から中国山地の広い範囲さらに陸路を組み合わせると瀬戸内海側へ行くことができたため、全流域で河川舟運が発達していた。近代初期まで中国山地の主要産業の一つにはたたら製鉄があり、舟運の中心は鉄・木材・穀類であった。
古代/中世
三次盆地内にある矢谷墳丘墓から、弥生時代後期には山陰（日本海側）と山陽（瀬戸内海側）の間で人々が交流していたと考えられている。舟運は古くから行われていたと言われている。ただ先史時代の遺跡や郡家などの位置から、古代まで舟運はごく狭い範囲であくまで陸上輸送の延長上で行われていたと推定されている。川舟が用いられたとする最古の記録は天慶8年（945年）のことで、邑南町菅原神社の由緒に残っている。
この流域でのたたら製鉄はその遺跡から古墳時代6世紀後半から備後に、中世11世紀から16世紀ごろ石見・安芸に伝播したという。特に中世荘園が開発・発達していくと、中国山地側では鉄を租税として納めたことから、鉄生産が伸びていったとされている。そして中世後期には上流域と河口を結ぶ舟運が存在していたことが古記録でわかっており、江の川に面した山上、特に舟運の要地にいくつも城が構築されている。そうした城では戦国時代、吉田郡山城の戦いなどの戦いの舞台となった。

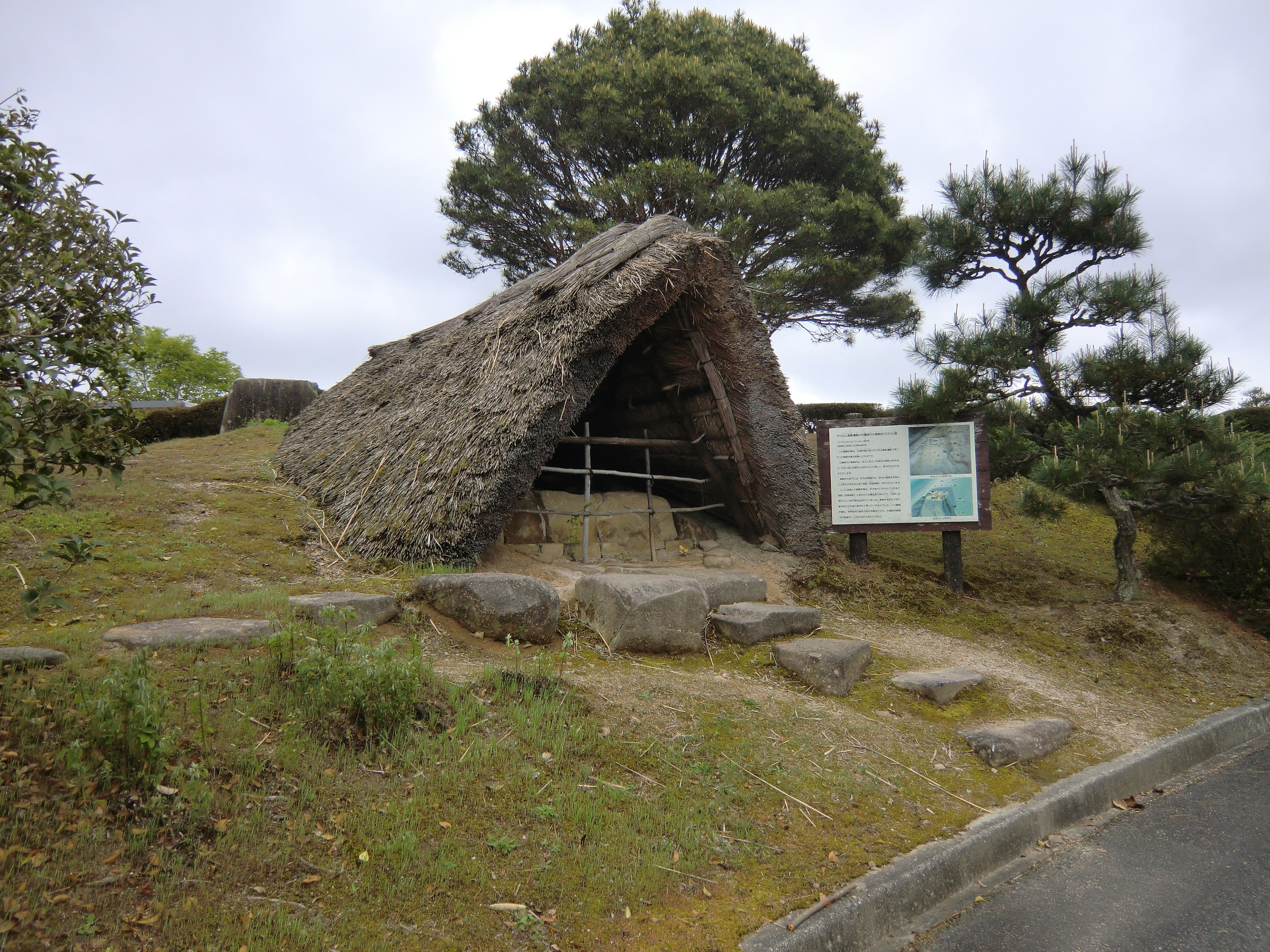
広島県立みよし風土記の丘に復元された古墳時代後期の製鉄遺跡。
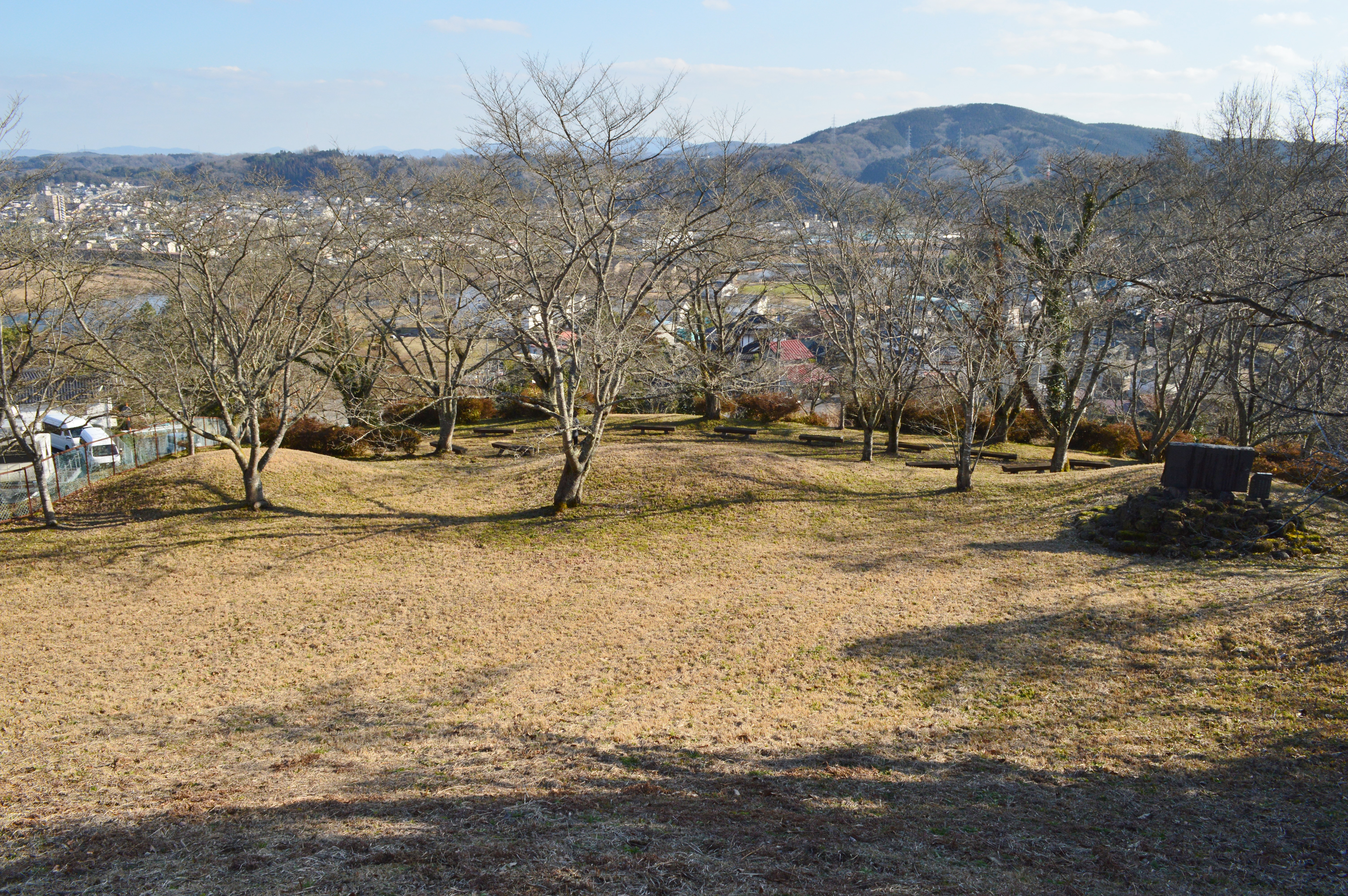
岩脇古墳からの展望。木々の向こう側が江の川。
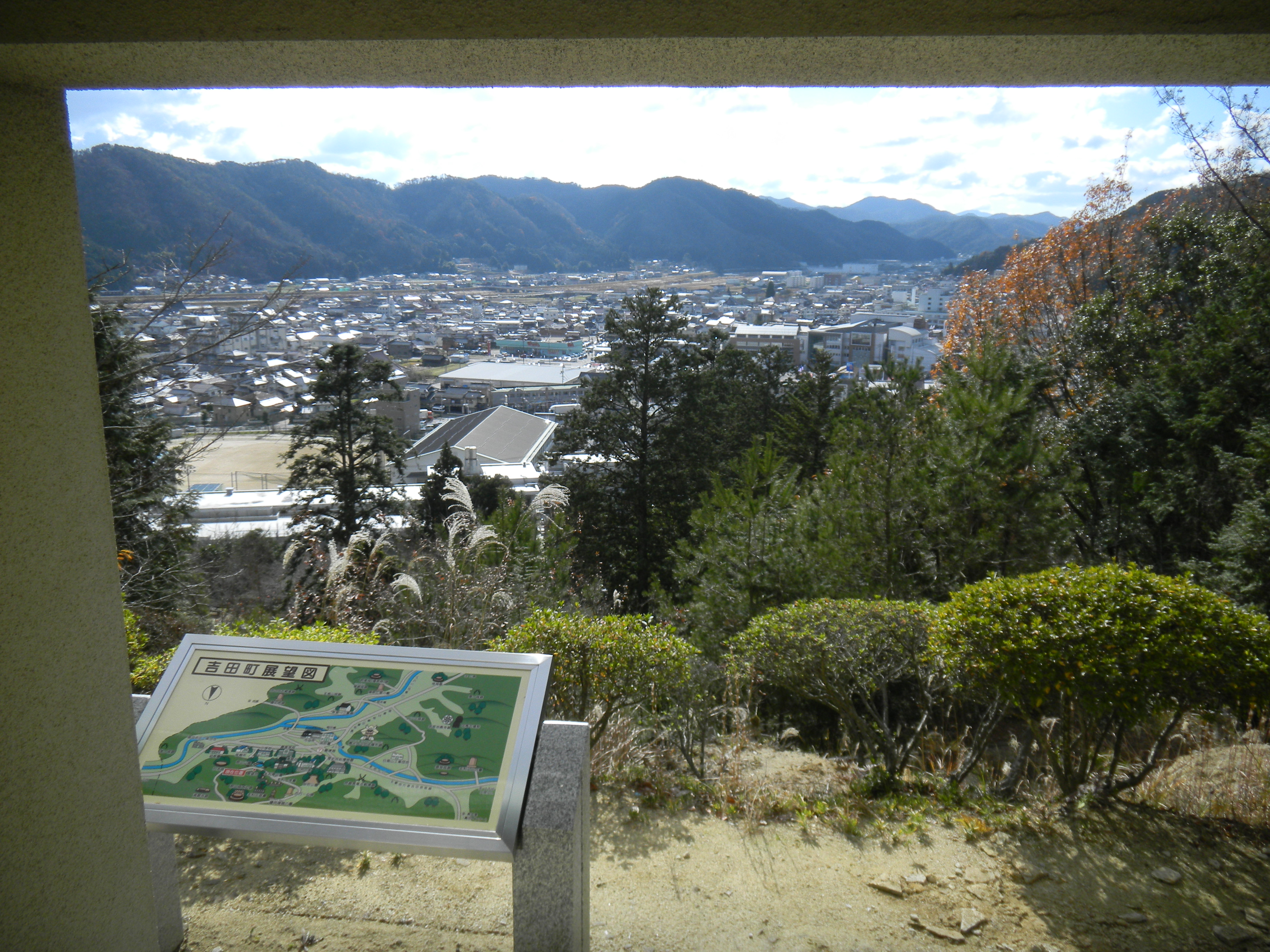
吉田郡山城からの展望。上部を流れるのが江の川。

近世
一般に高瀬舟による舟運は江戸時代に発達したと言われているがこの流域では少し事情が異なる。まず上流域の安芸・備後は大部分が広島藩あるいはその支藩にあたる三次藩の領地、上下周辺のみ天領であった。舟運は津留規制によって広島藩（三次藩）領内に限られていた。一方、中下流域の石見には幕府直轄の大森銀山があったことから、江の川北側は天領であった。沿岸には銀山からの荷抜け・抜け売を取り締まる口番所（川舟番所）が数箇所置かれ、番所での通行は運上金を支払う必要があった。逆に江の川南側はほぼ浜田藩領で、他は河口にある川港であり西廻海運の港であった郷田（現・江津本町）のみ長らく天領、他津和野藩領の飛地があった。こうしたことから江戸時代では全流域にわたる舟運は途絶していた。
舟で穀類・銑鉄・鋼・苧・紙・楮・木材などが運ばれた。特に製鉄業においては、原料の砂鉄・精錬に用いる燃料の薪炭・生産された銑・鋼など舟運が用いられた。更に銀山でも灰吹法による精錬が行われていたため大量の燃料を必要としたことから、舟運での薪炭運搬は銀山運営も支えていたことになる。なお精錬でできた銀地金は陸路（石見銀山街道）で運ばれたが、『マイペディア』には江の川は石見銀山の輸送路でもあったとの記載がある。これら特産品の生産・流通は流域経済を支え、特に江の川中下流域の石見国は農地開発できる平地が狭いため、特産品の流通によって得た利益で外から米を買い人口を支えていた。
鉄穴流し・天秤鞴の発明、高殿たたらという企業的手法の導入によって鉄生産量は更に増大した。ただ上流で行われた鉄穴流しは大量の土砂を下流に流した。中下流域に位置する邑南町の中心部は矢上盆地（於保知盆地）内にあるが、その中央を流れる川は鉄穴流しによる土砂流出で常に濁っていたことから濁川（江の川一次支流）と呼ばれるようになったという。鉄穴流しによる土砂被害を受けた下流側と加害者である上流側との間での住民訴訟「濁水紛争」は中国地方各地であり、この流域では本流や支流西城川などで起こっている。以下広島藩内での紛争例を示す。
- 寛永10年（1633年）、安芸国高田郡が可愛川（江の川）上流の山県郡での鉄穴流しの停止を求めたが、広島藩は収益を優先してこれを退け、かわりに浚渫を命じた[71]。
- 天保4年（1833年）、安芸国恵蘇郡で比和川（江の川二次支流）上流での鉄穴流しの停止を求め、結果稲作に支障を与えないよう鉄穴流しの期間が取り決められた[71]。

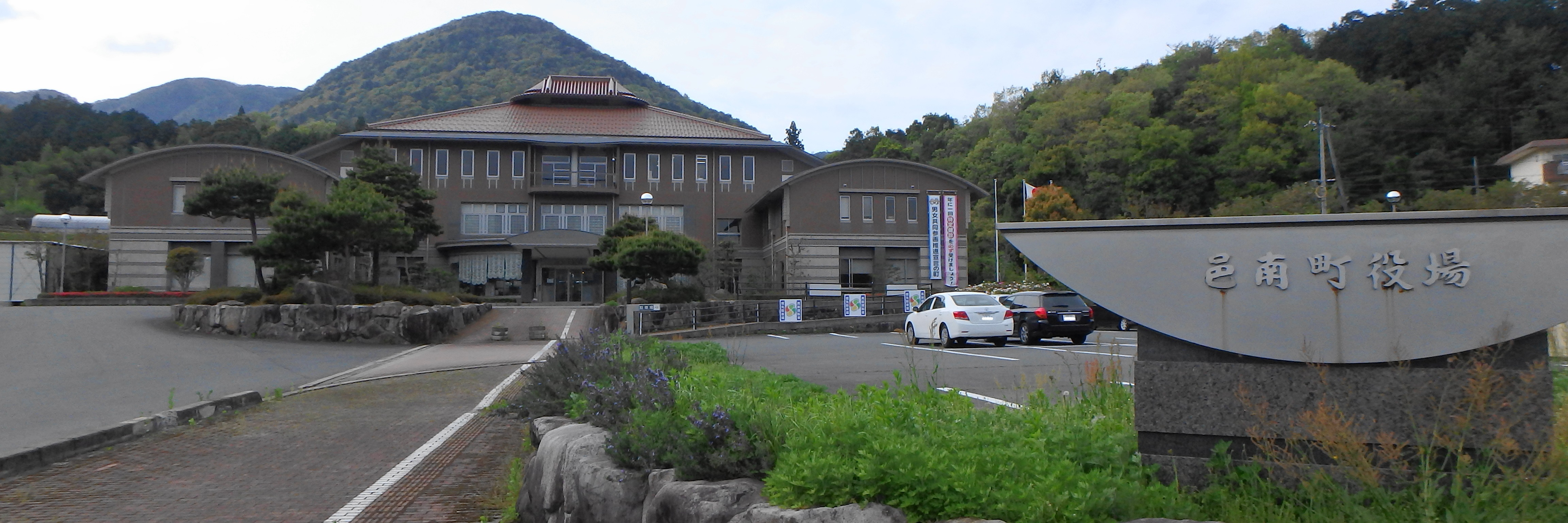
邑南町矢上盆地。周辺の山は鉄穴流しによって元の形を残していない[72]。
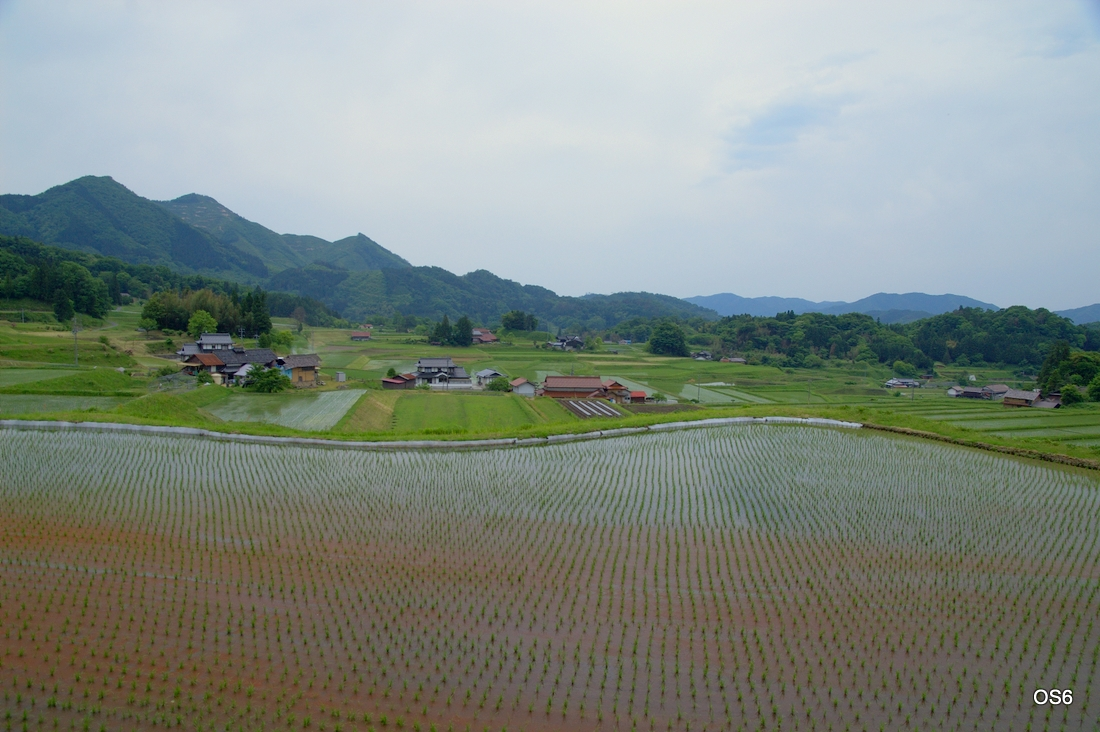
庄原市比和川の支流にある比和 三河内の棚田。鉄穴流し跡を水田化したもの[73]。
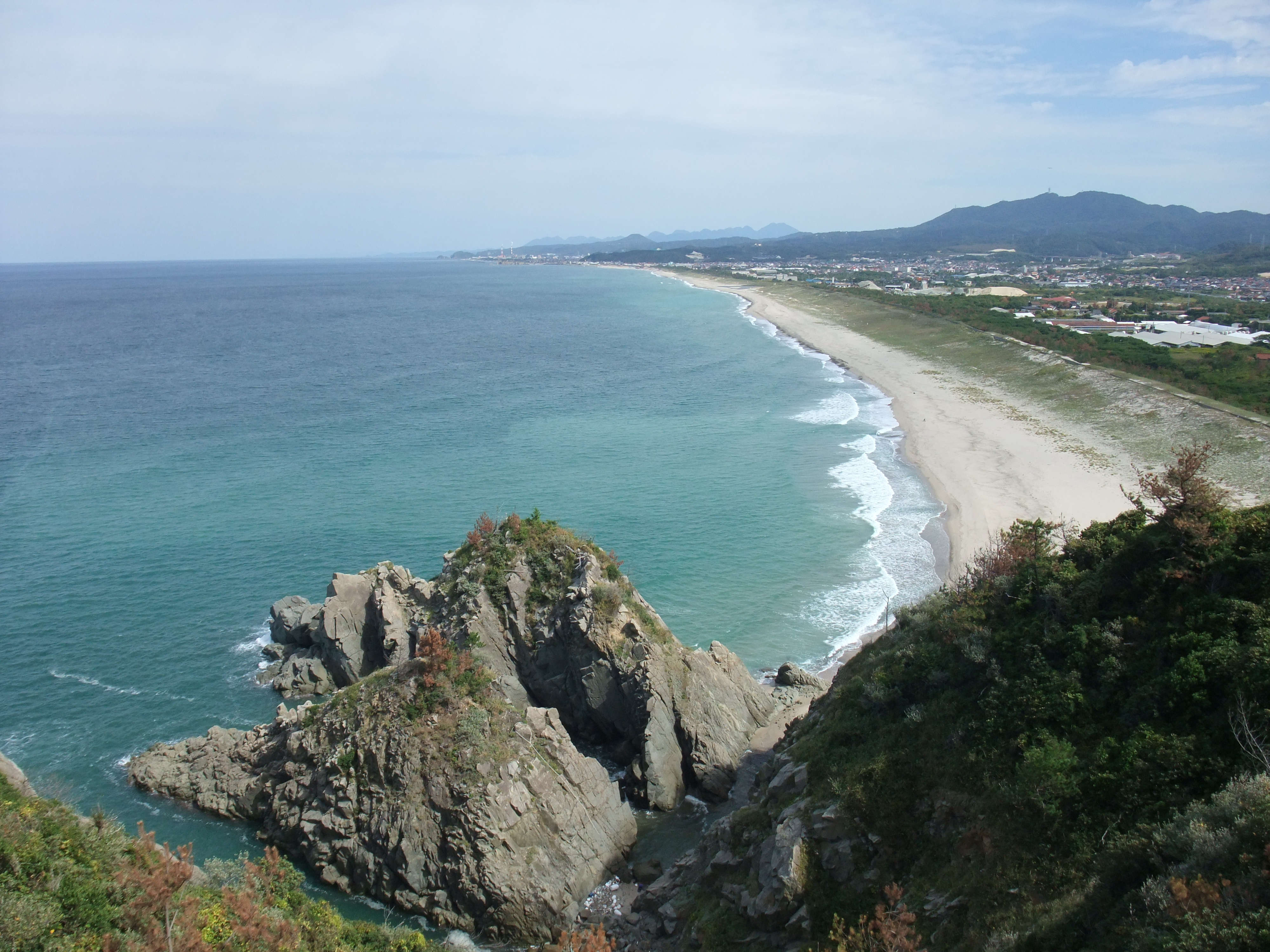
江の川河口西側にあたる都野津砂丘。中世までこの砂丘は存在せず海岸線はより内陸側にあったが、近世に鉄穴流しの排出土砂を用いて海岸部を埋め立て新田開発していった結果、現在の海岸線となった[74]。

近代

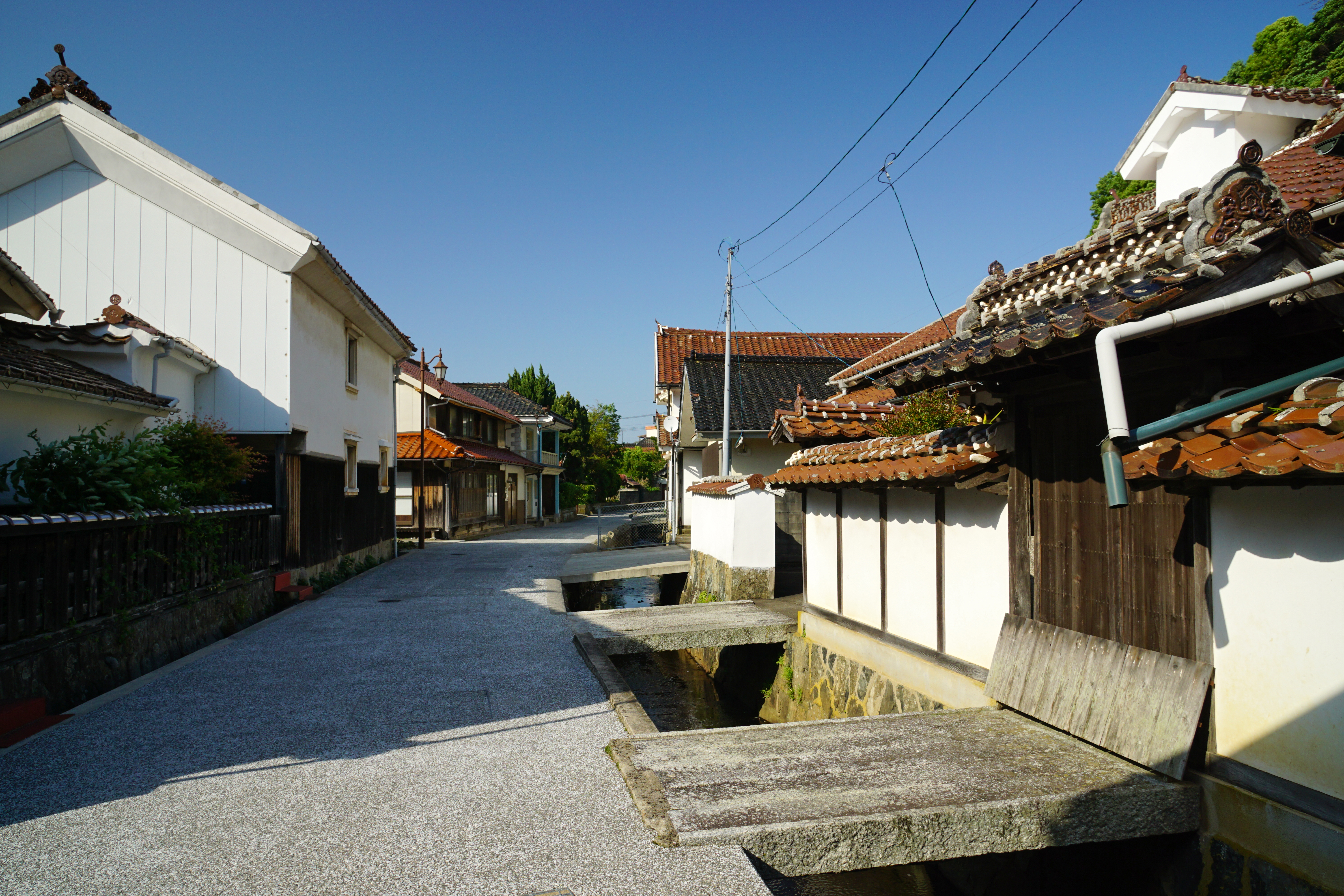
旧・郷田、現・江津本町。この道は旧山陰道。赤い瓦が石州瓦。

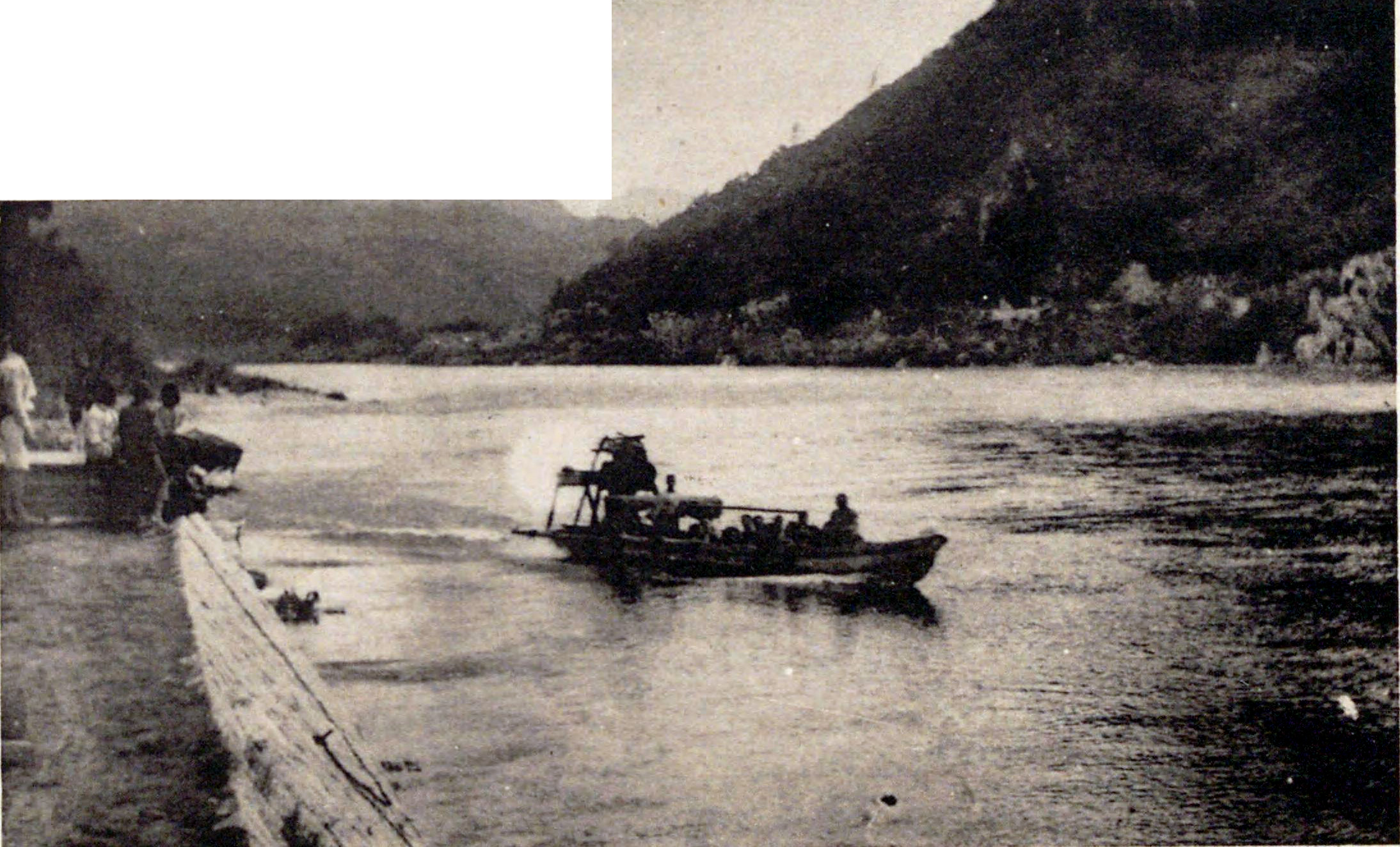
かつて存在した江川飛行船。

明治時代に入り、舟運そしてたたら製鉄は最盛期を迎える。廃藩により津留規制が解かれ、舟は自由に行き来することができ上流から河口までつながることになる。鉄は幕末の動乱の中で需要が増え、その後も増え続け明治20年代頃に最盛期を迎えた。これは江の川流域だけでなく中国地方全体のことで、幕末から明治中期時点で日本の鉄生産量の90%を中国山地産の鉄が占めていた。
明治20年代、支流馬洗川・西城川・八戸川にあった船着場を含めると流域には49箇所の船着場があった。最上流は土師（現安芸高田市）にあり、荷物取扱高順では郷田川端（現江津市）・粕淵（現美郷町）・吉田浜（現安芸高田市）・三次五日市（現三次市）・川本今津（現川本町）などが多く取り扱っていた。江津から三次の間を下りは2日・上りは5日要し、上りは風があるときは帆を張ってないときは沿岸の船頭道からロープで舟を引いたという。かつて江の川中流域石見国側で生産された鉄製品は河口の郷田にのみ運ばれていたが、このころになると三次-吉田と江の川上流（可愛川）へ舟で運ばれ陸路あるいは太田川水運で広島にも運ばれていった。舟荷は江戸時代とほぼ同じ内容のものに加えて、銅も運ばれた。これは大森銀山は休山となったが、しばらくすると銅が産出されたため、これも河口まで運ばれていた。
ただ、安価な洋鉄の輸入さらに製鉄の近代化によって明治20年代後半からたたら製鉄は斜陽化していった。
明治後期には浜原と江津を結ぶ定期船が登場、大正期には江川飛行船が登場した。これは後ろにプロペラを付けた船で、江津-粕淵の間を1日2往復していた。ただ舟運も大正10年（1921年）発電を目的とする鳴滝堰堤が建設されると、航路が分断されたことにより急速に衰退していった。更に同じ頃には道路網の整備が進み始め、川に沿って三江線整備が進み昭和12年（1937年）江津-浜原間が完成したことにより、舟運は完全に途絶えた。

### 流域産業

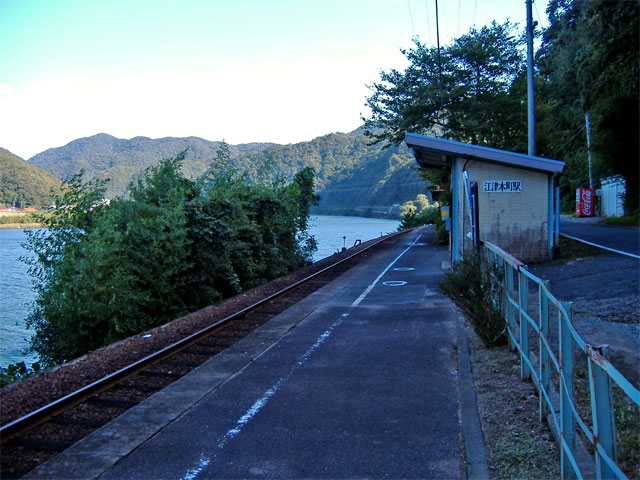
江の川と並走していた三江線。2018年に廃線となった。

流域の土地利用は、約92%が山林、約7%が農地、約1%が宅地になる。主な産業は農林業であるが零細が多い。中国山地周辺ではかつて農閑期にたたら製鉄が行われていたが、その衰退により職を求めて他地域に移動した結果、過疎化が始まったという。流域の近年での人口減少率は全国平均を大きく上回り、少子高齢化が進んでいる。
全流域にわたり漁場が点在している。うちアユ漁が6割から7割を占める。流域における漁撈の始まりはいつ頃か不明。三次鵜飼には戦国時代末期から始まったとする伝承が残る。古くは好漁場で局所的に行われていたが、船頭のほうが賃金が高かったため舟運を生業としていたものが多く、全域で本格的に漁撈が行われだしたのは舟運が衰退し始めた明治時代後半からあった。日本の河川三大漁労文化と言われ「江の川流域の漁撈用具附漁場関係資料」として国の重要有形民俗文化財に指定されている。現在資源維持目的で稚魚の放流や人工孵化も行われている反面、水辺環境の変化・過疎化に伴う漁師の減少・食習慣の変化などの要因により年々漁獲高は減少している。
上流域の三次・庄原付近は比較的商工業地として発達している。
河口の江津市は石見臨海工業地帯の中心であり、パルプ・窯業瓦の生産が行われている。パルプは朝鮮特需の際に需要が増大したため、江の川の豊富な水量・中国山地に生育する豊富な木材を原料として昭和26年（1951年）から生産が始まった。瓦は石州瓦と呼ばれているもので、日本の瓦生産の12%を占め三州瓦に次ぐ生産量を誇る。

## 開発

### 洪水と治水
江の川は、有史以来洪水に見舞われてきたと言われている。流域における最古の洪水記録は天福元年（1233年）のことで川本町弓ヶ峯八幡宮の縁起にある。江戸時代の記録を集計すると、2・3年に一度洪水に見舞われていたという。記録によれば、1620年から1945年の325年間で洪水は133回あった。ただその対応は現代に入るまで局地的な改修にとどまっていた。
近代においては1893年（明治26年）、1919年（大正8年）、1943年（昭和18年）にも大水害が起きている。終戦直後の1945年（昭和20年）9月枕崎台風では、流域で死者・行方不明者2,091人、家屋全・半壊および流出8,183戸、床上・床下浸水68,536戸の大災害となった（国土交通省公表）。その対応として、1953年（昭和28年）上流域で建設省（現国土交通省）直轄改修事業が始まり、1966年（昭和41年）「江の川水系工事実施基本計画」が策定された。この計画の中枢をなしたのが土師ダムの建設であった。
その改修が進められていた最中、1972年の「昭和47年7月豪雨」で流域で死者・行方不明者28人、家屋、家屋全・半壊および流出3,960戸、床上・床下浸水14,063戸、多数の橋梁が流出するなど、昭和20年洪水を上回りかつて経験したことのないような被害を出した（国土交通省公表）。これを受けて基本計画が改定され、上流域では激しい反対運動の最中にあった灰塚ダムがこれを機に建設に向けて動き出し、中下流域では土地利用一体型水防災事業が全国に先駆けて推進された。
2007年（平成19年）河川法改正に伴い「江の川水系河川整備基本計画」が策定、2016年（平成28年）その後30年間の計画になる「江の川水系河川整備計画」が策定された。
2018年（平成30年）の「西日本豪雨」による災害に続き、2020年（令和2年）7月の「令和2年7月豪雨」では河口から上流90kmにかけて63箇所で増水に伴う浸水被害が発生した。被災面積318.4ha、被災家屋126戸。支流の神野瀬川や西城川でも被害が発生した。これらの災害を受けて住民説明会では「国や県の河川整備には限界がある」との説明が行われ、従来の土木工事に加えて江津市と美郷町では住民の集団移転も検討されるようになった。国土交通省ではバックウォーター現象による浸水被害を防ぐため、2021年から部分的に河道を掘削して流量を高める工事を始める。
2021年（令和3年）8月14日の集中豪雨（令和3年8月の大雨）では江津市桜江町地内の左岸、美郷町地内の右岸、三次市粟屋町市場地区の左岸、同町米丸地区の左岸から氾濫が生じた。
古くからの治水対策が現代まで続いている。ただ2016年時点で上流域に比べて中・下流域の治水対策が遅れている傾向にある。これは洪水時の水位が高くなるため高い堤防が必要となり、その整備に時間がかかるためである。以下流域における特徴的な治水対策を示す。

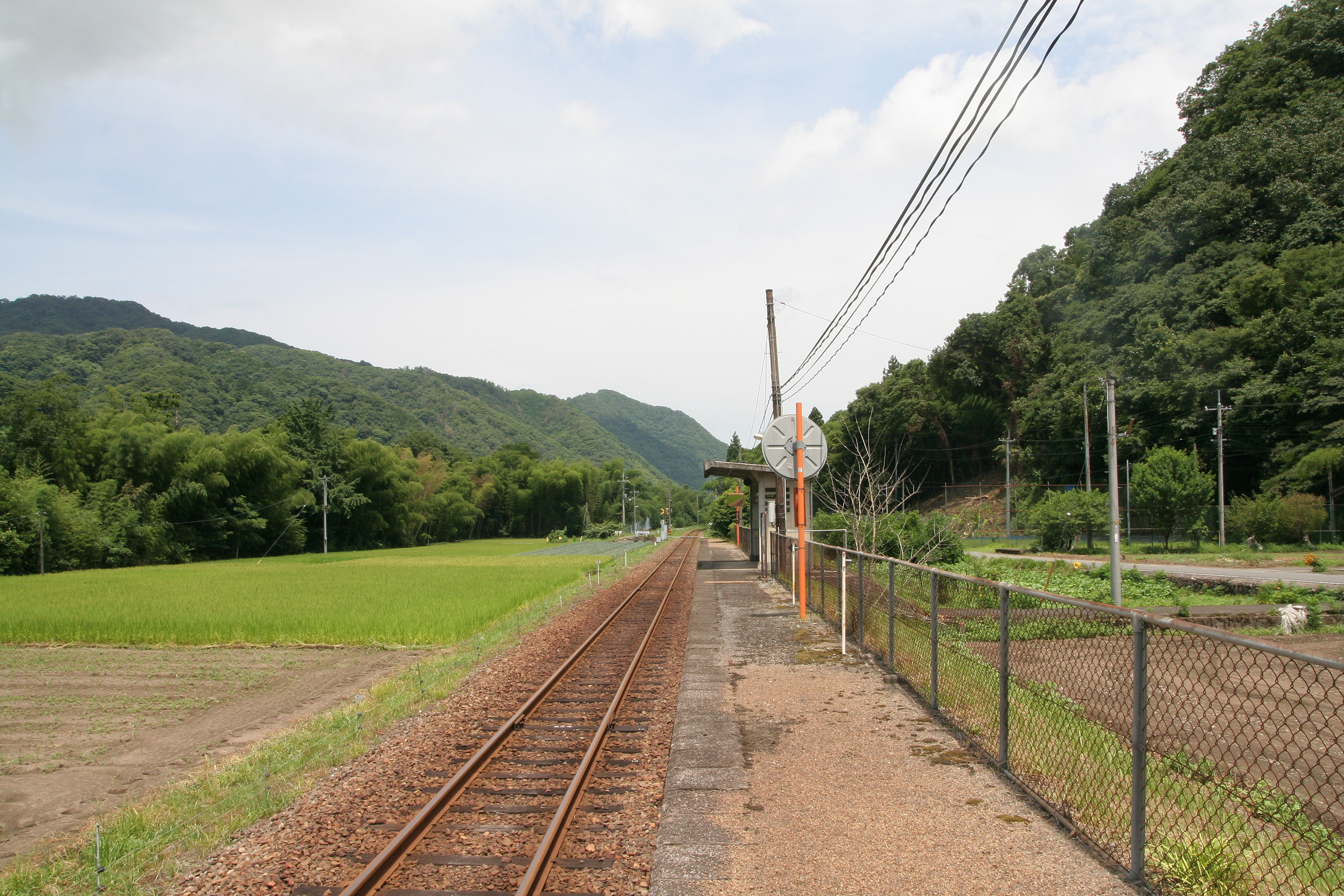
左が水害防備林でその向こう側が江の川。

水害防備林
中下流域の河岸に現在も多くある竹林は、治水目的で意図的に植えられた水害防備林というものである。
これは、奈良時代から平安時代に現在の江津市桜江町甘南備寺を訪れた弘法大師の教えで植えていったという。別説では、同時代に朝廷から江の川の統治を命じられた伊勢山田の笹畑某という人物が山田二郎国久とともに植えていったともいう。江戸時代においても浜田藩が増殖を奨励している。
竹の繁殖力に加えて、中下流域では堤防未整備区間が多いため現在でも多く残る。一部では荒廃が進み水防機能が低下していることから、そして歴史的に存在価値があることから保全管理が進められている。
三次盆地の合流部
三次盆地では複数の支流が合流するため、それぞれの上流で大雨が降ると洪水が起こりやすい特徴があった。その治水対策として16世紀末から堤防工事が行われだしたという。
江戸初期、上流域は広島藩支藩の三次藩が統治した。寛永9年（1632年）初代藩主浅野長治は三次藩館を置き、総曲輪として藩館を囲むように約2kmにわたり堤防を整備した。現在西城川沿い三次市旭町で、旭堤としてモニュメント化されて残っている。
現代に入り護岸整備および河道改修など対策は進んだが、今度は内水氾濫が起こるようになったためそれに対応する排水施設も整備されている。
土地利用一体型水防災事業
中下流域には、狭隘な土地に家屋が点在する集落がいくつもある。そのような地で、通常タイプの堤防で治水するとなると規模が大きくなり宅地や田畑を潰してしまうことになる。そこで、宅地ごと盛土嵩上げした上で堤防を築くことで集落を維持する土地利用一体型水防災事業が行われるようになった。
江の川流域では全国に先駆けて行われており、明治20年代川本町において民間主導で田畑を地上げして新しい住宅地とした記録が残る。現行の事業は1950年（昭和25年）現在の川本町下三島地区で始まり、本格的に進められたのは「昭和47年7月豪雨」によって壊滅的な被害を受けて以降のことになる。

美郷町吾郷の例
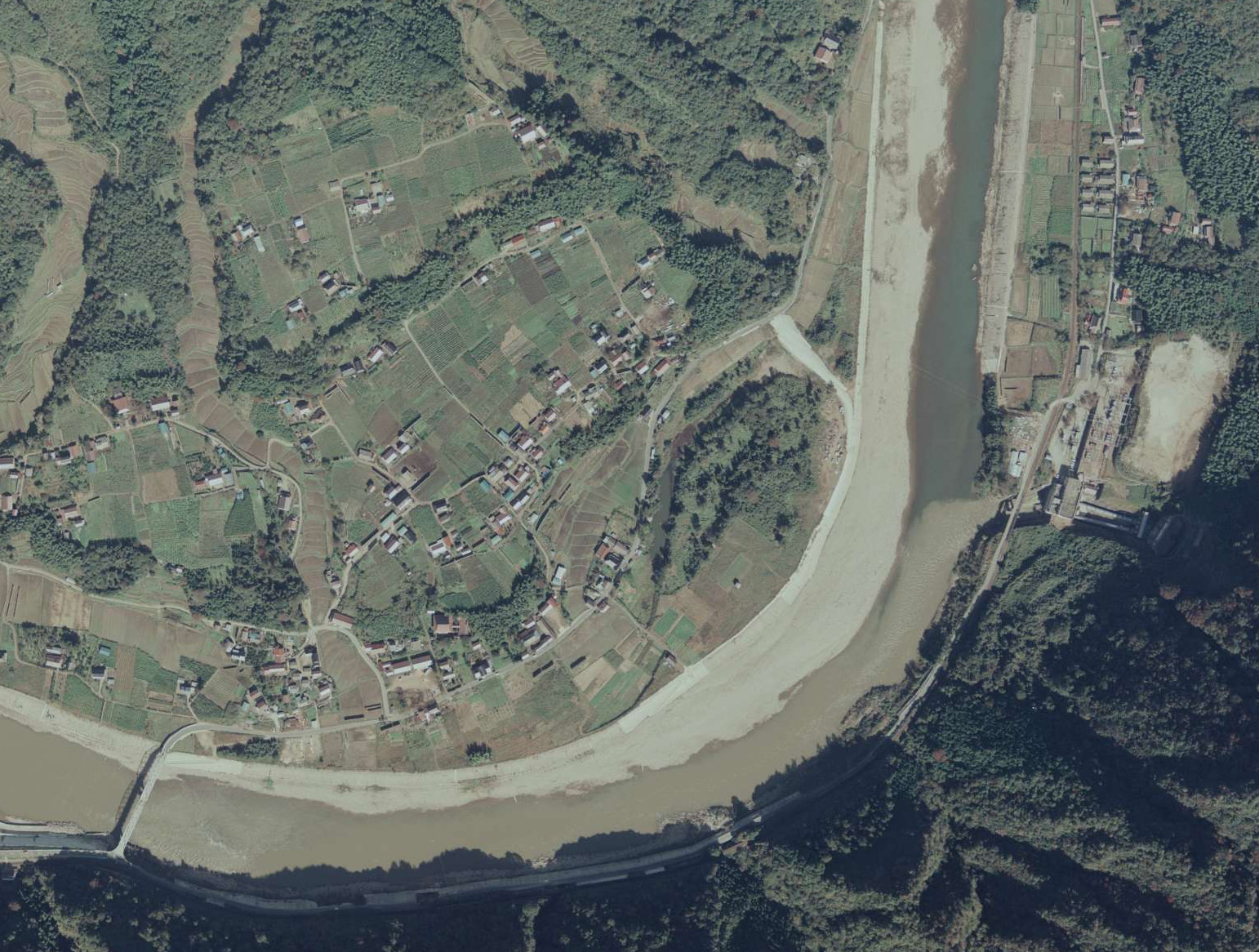
1976年[96]。
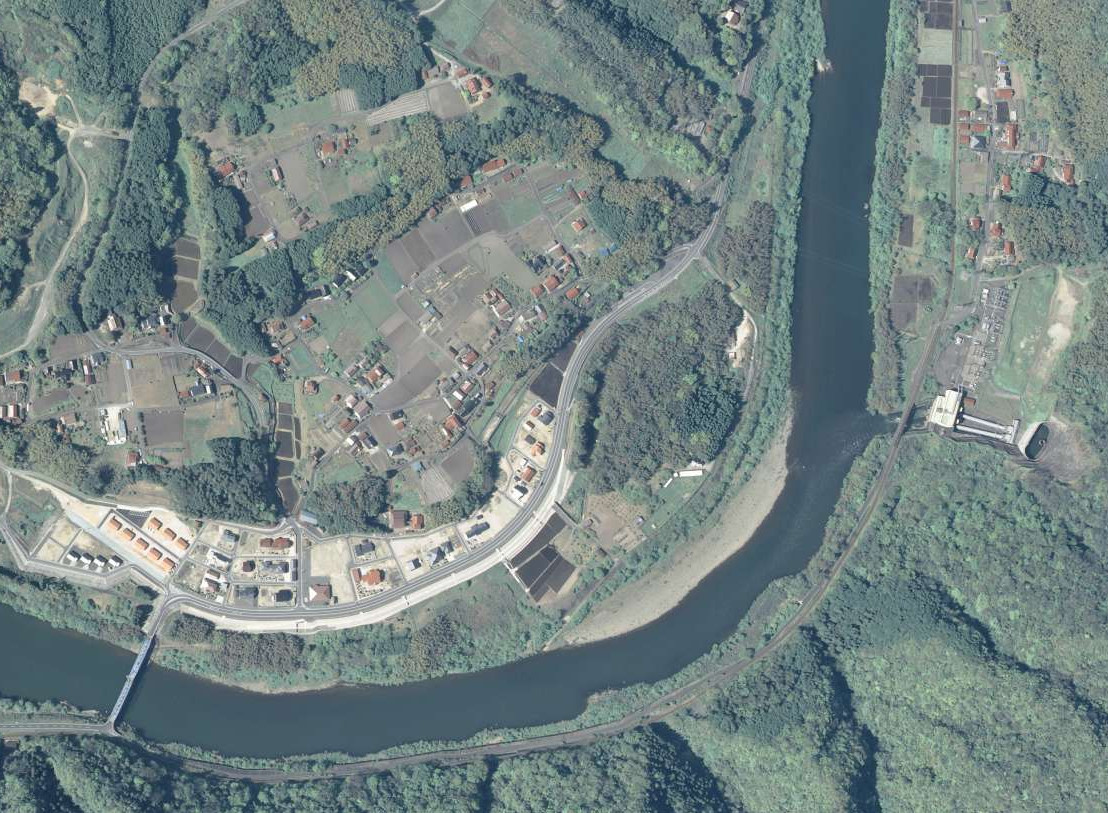
2010年[96]。嵩上げ後、宅造と道路整備が行われている。
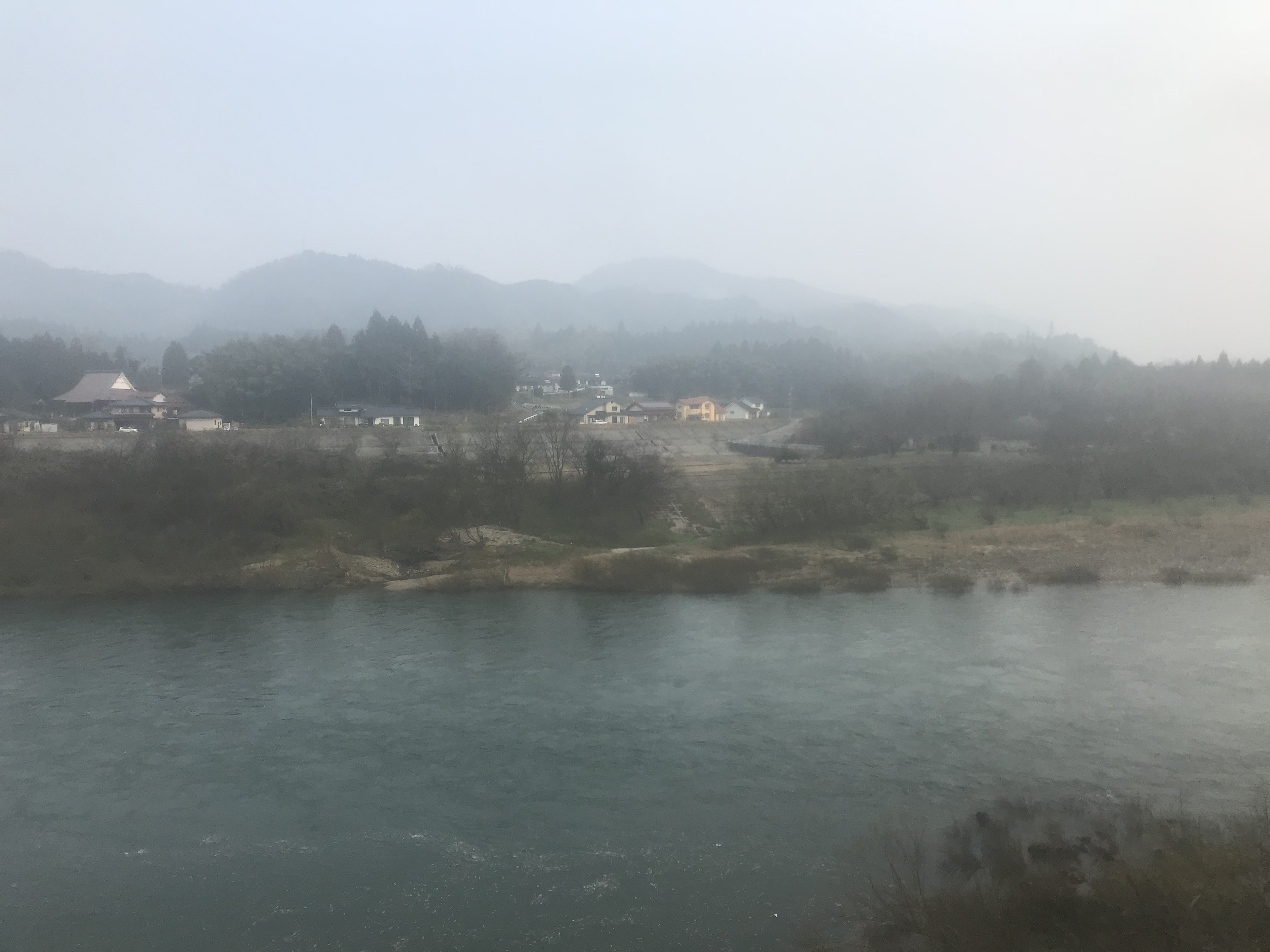
2018年。向こう側が嵩上げ時に作られた護岸。

### 利水
| 項目       | 区分 | 件数  | 最大取水量 (m3/s)        | 備考                                                             |
| ---------- | ---- | ----- | ------------------------ | ---------------------------------------------------------------- |
| 農業用水   | 法   | 333   | 15.012                   | - 灌漑用水 約12,600 ha - 島根県 約02,100 ha - 広島県 約10,500 ha |
| 農業用水   | 慣   | 2,888 | -                        | - 灌漑用水 約12,600 ha - 島根県 約02,100 ha - 広島県 約10,500 ha |
| 工業用水   | 法   | 3     | 2.438                    | 分水0.615m3/s含まず                                              |
| 上水道用水 | 法   | 30    | 0.669                    | 分水2.316m3/s含まず                                              |
| 上水道用水 | 慣   | 3     | 0.005                    | 分水2.316m3/s含まず                                              |
| その他     | 法   | 21    | 0.517                    | -                                                                |
| その他     | 慣   | 1     | -                        |                                                                  |
| 発電用水   | 法   | 24    | 最大 324.094 常時 67.080 | 内最大22.0m3/s分水                                               |

分水

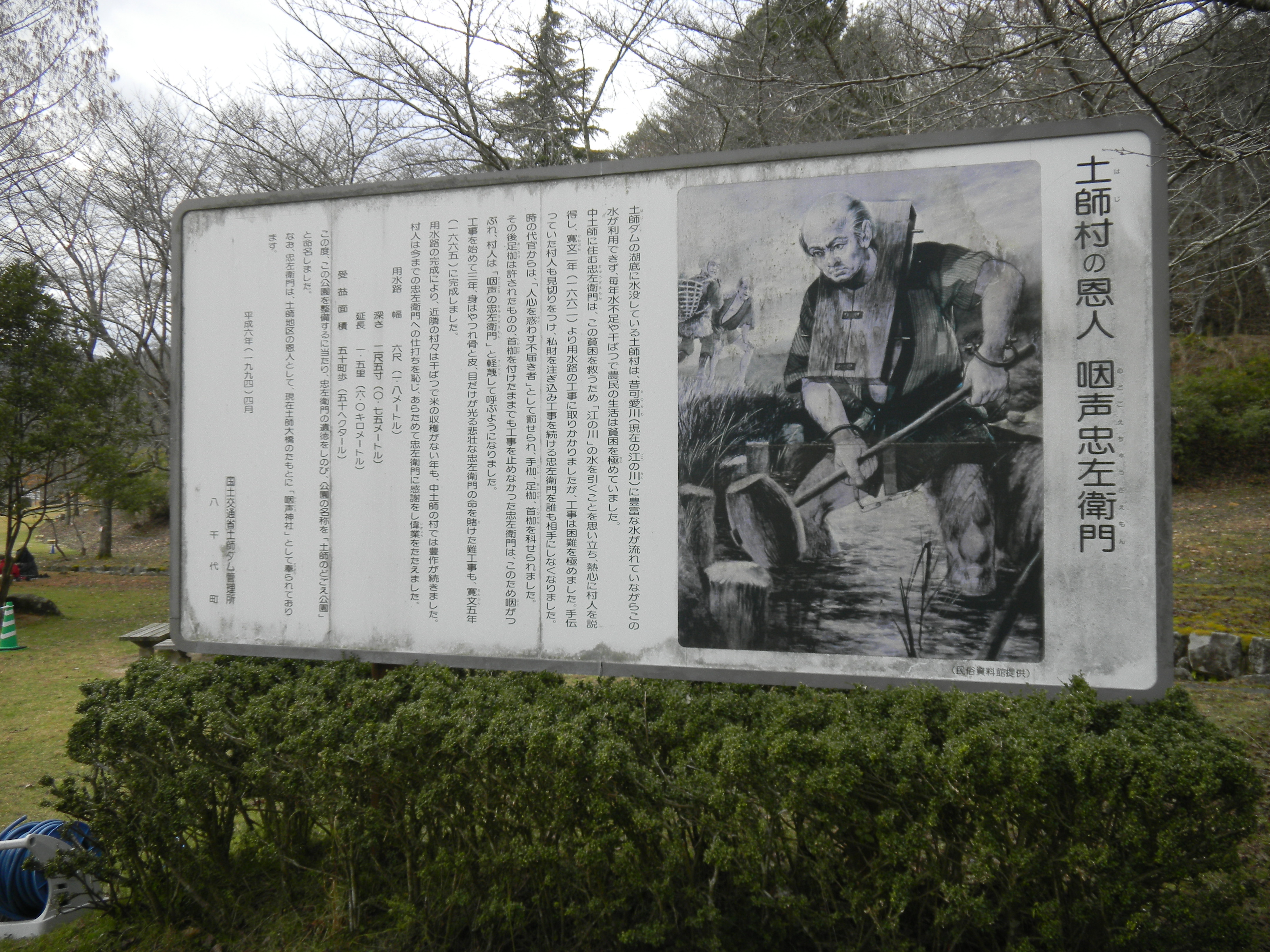
土師ダム湖畔にある咽声忠左衛門顕彰碑

広島都市圏や安芸郡島への水需要に対応するため、土師ダムから南の太田川水系に分水されている。
農業
流域における農業用水の開発は戦国時代末期から江戸時代前期に始まった。安芸高田市八千代町土師には咽声忠左衛門が、江津市桜江町今田には百姓小平次が、井堰を作り上げた伝承が残る。
工業
河口の江津市にある工業地帯への供給が中心となる。島根県営としては八戸ダムを水源として江津地域拠点工業団地へ供給する水道が運営されている。
上水
上流の庄原市・三次市、下流の江津市を中心に上水道が整備されている他、簡易上水道が整備されている。
発電
豊富な水量を生かして水力発電用の取水施設が作られ始めたのは大正時代から昭和時代にかけてのことになる。現代に入り初の中国電力による事業第一号となったのが浜原ダムである。2015年時点で、流域で28箇所の発電所で総最大出力約14万kwの電力が供給されている。

### 親水

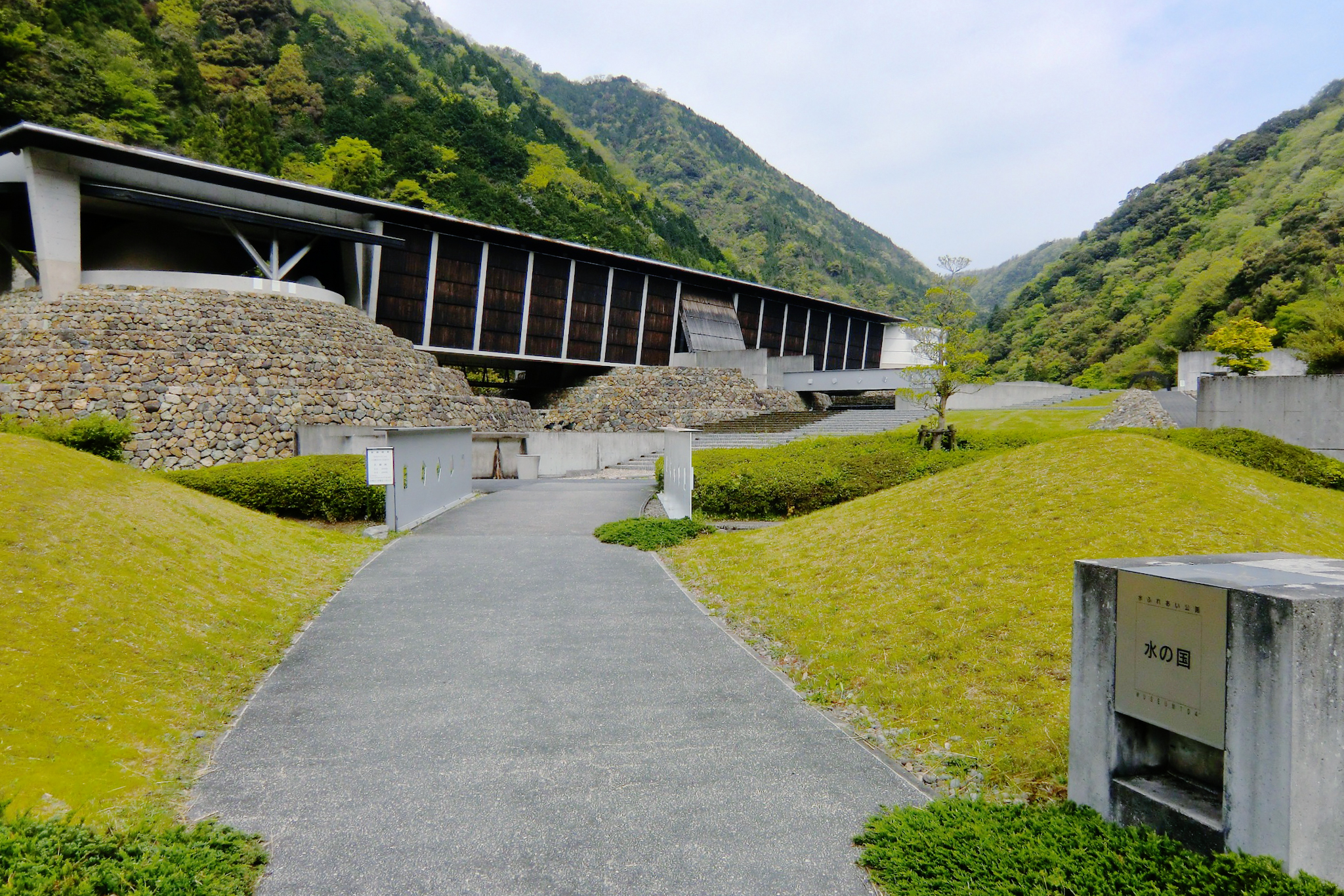
江津市水ふれあい公園水の国。

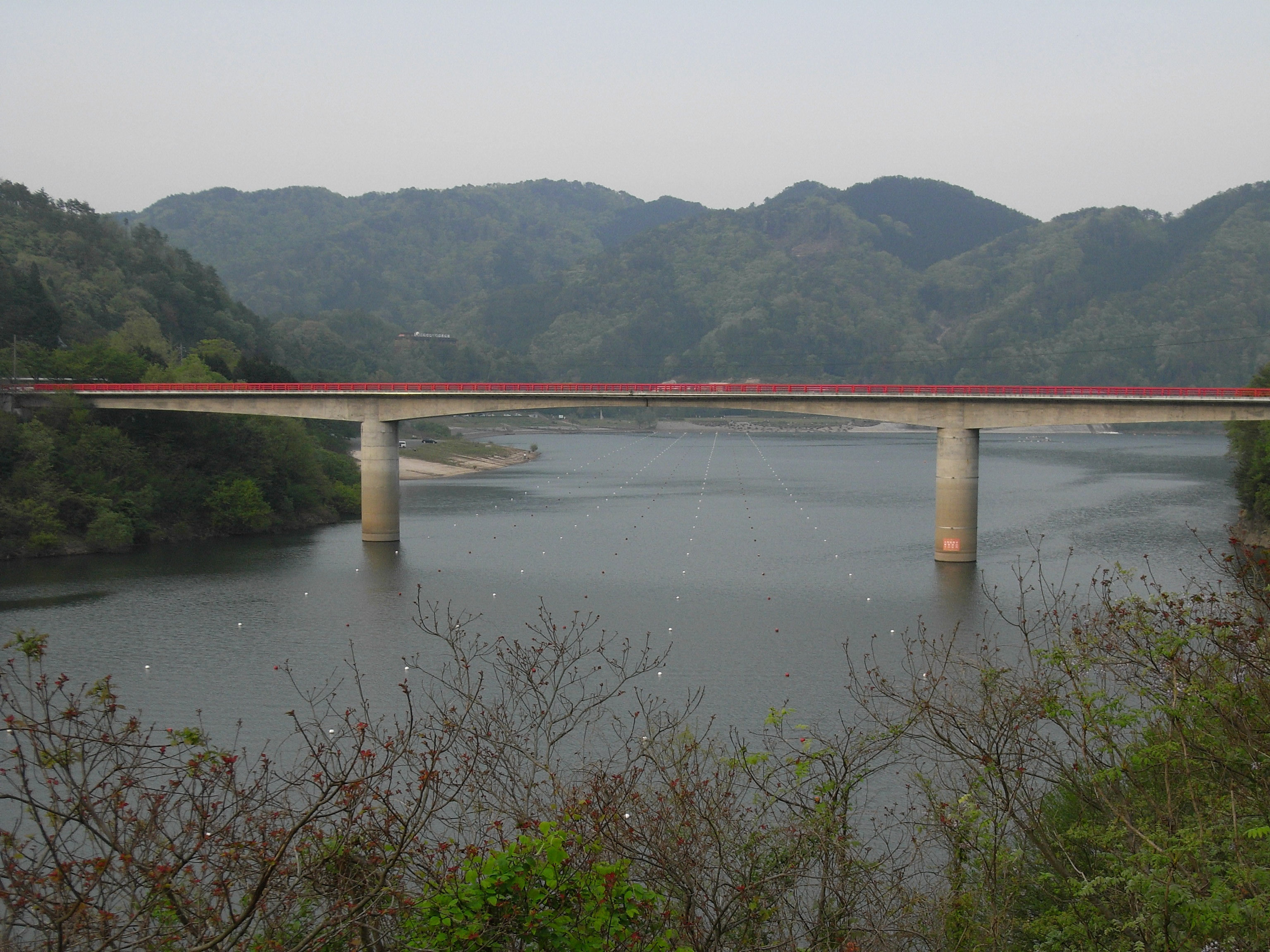
土師ダムのダム湖でもある八千代湖。1994年アジア競技大会のカヌー会場として用いられた。

舟運や三次鵜飼などの漁労、山辺神宮ホーランエーなどの祭り、と江の川流域は古くから人と密接に関わってきた。そうした中で、流域には散策・水遊び・水辺学習・レクリエーションなどが行える親水施設が整備されている。特にカヌーの里おおち、江の川カヌー公園さくぎ、八千代湖、とカヌーが体験できる水域がいくつかある。なお、親水施設のいくつかは沿川にある小学校の環境・体験学習の場として用いられている。
以下、国土交通省が公表する2017年新しい河川水質管理指標における評価、2009年川の通信簿における評価を示す。
| 本流   | 一次支流 | 二次支流 | 地点名             | 新水質指標                | 新水質指標   | 新水質指標        | 通信簿 （5段階評価） |
| 本流   | 一次支流 | 二次支流 | 地点名             | 人と河川の 豊かなふれあい | 豊かな生態系 | 利用しやすい 水質 | 通信簿 （5段階評価） |
| ------ | -------- | -------- | ------------------ | ------------------------- | ------------ | ----------------- | -------------------- |
| 江の川 |          |          | 桂水辺の楽校       | B                         | B            | -                 | 3                    |
| 江の川 |          |          | カヌー公園さくぎ   | -                         | -            | -                 | 4                    |
| 江の川 |          |          | 長藤               | C                         | A            | -                 | -                    |
| 江の川 |          |          | 木路原護岸         | -                         | -            | -                 | 3                    |
| 江の川 |          |          | 三島               | A                         | B            | -                 | -                    |
| 江の川 |          |          | サケのふるさと公園 | -                         | -            | -                 | 3                    |
| 江の川 |          |          | 川戸               | B                         | A            | -                 | -                    |
| 江の川 | 馬洗川   |          | 八次水辺の楽校     | B                         | B            | -                 | -                    |
| 江の川 | 馬洗川   |          | 十日市親水公園     | -                         | -            | -                 | 3                    |
| 江の川 | 馬洗川   |          | 稲荷町グラウンド   | -                         | -            | -                 | 3                    |
| 江の川 | 馬洗川   | 西城川   | 旭堤               | -                         | -            | -                 | 3                    |

### 施設

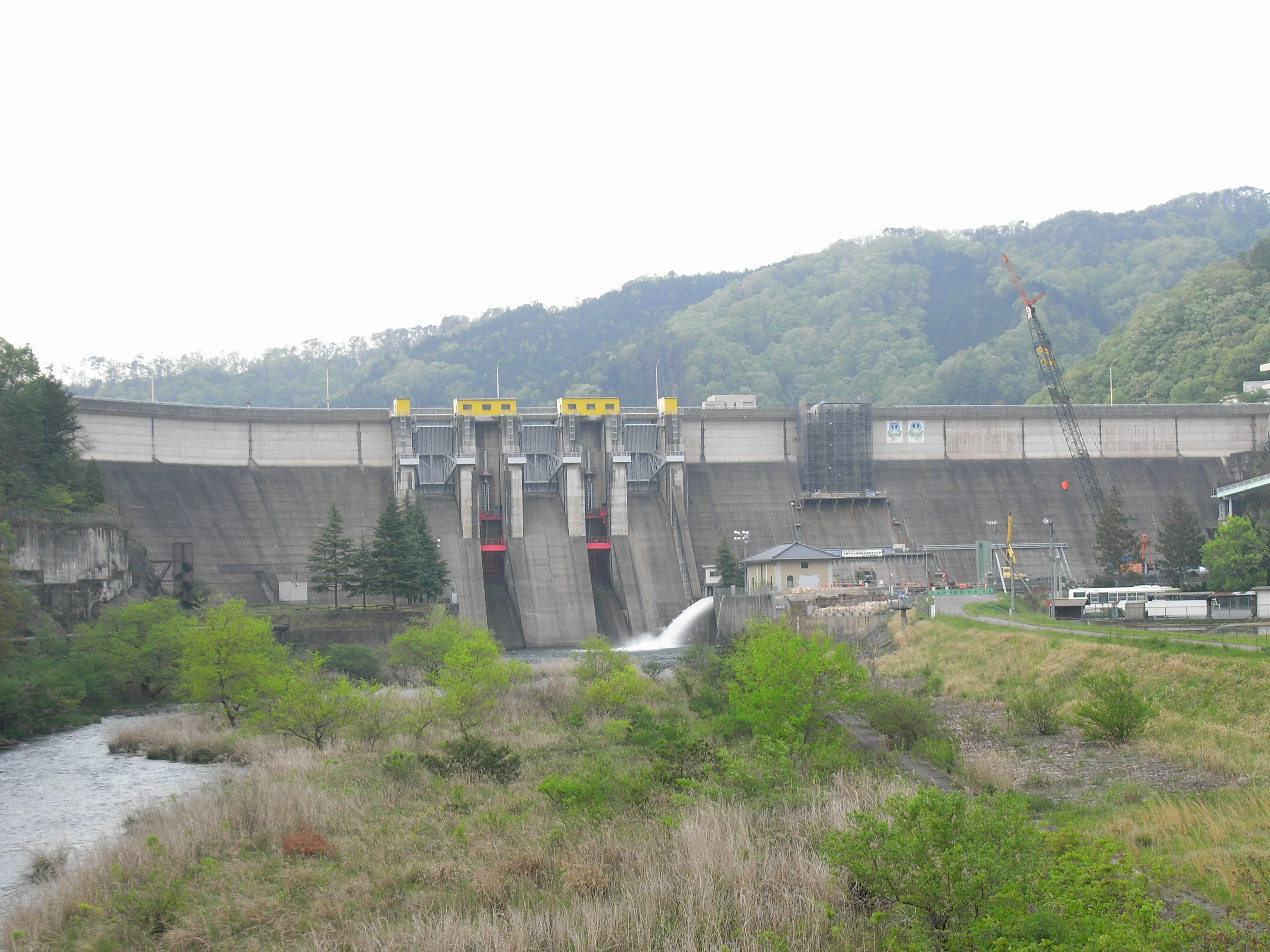
土師
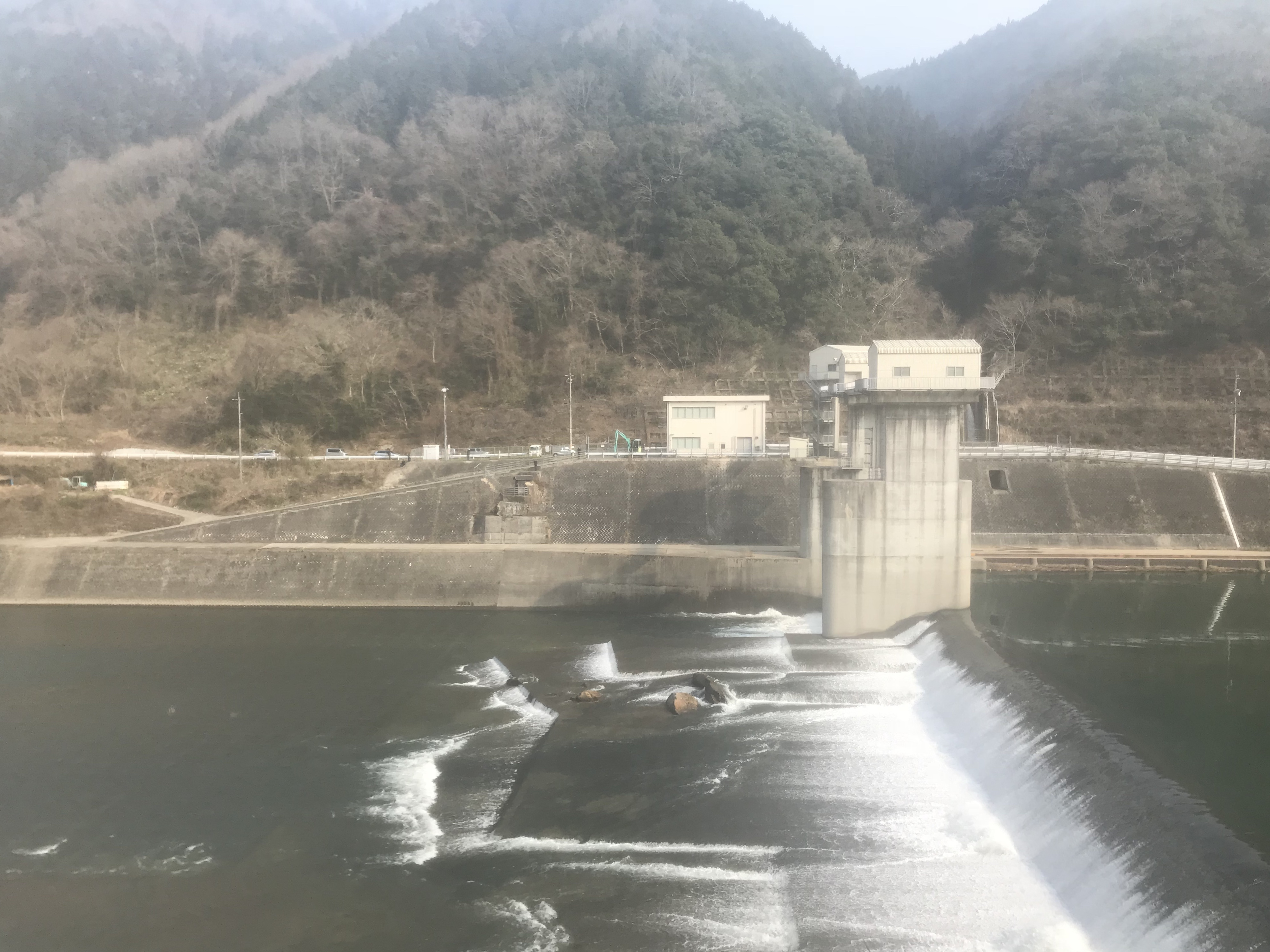
鳴瀬
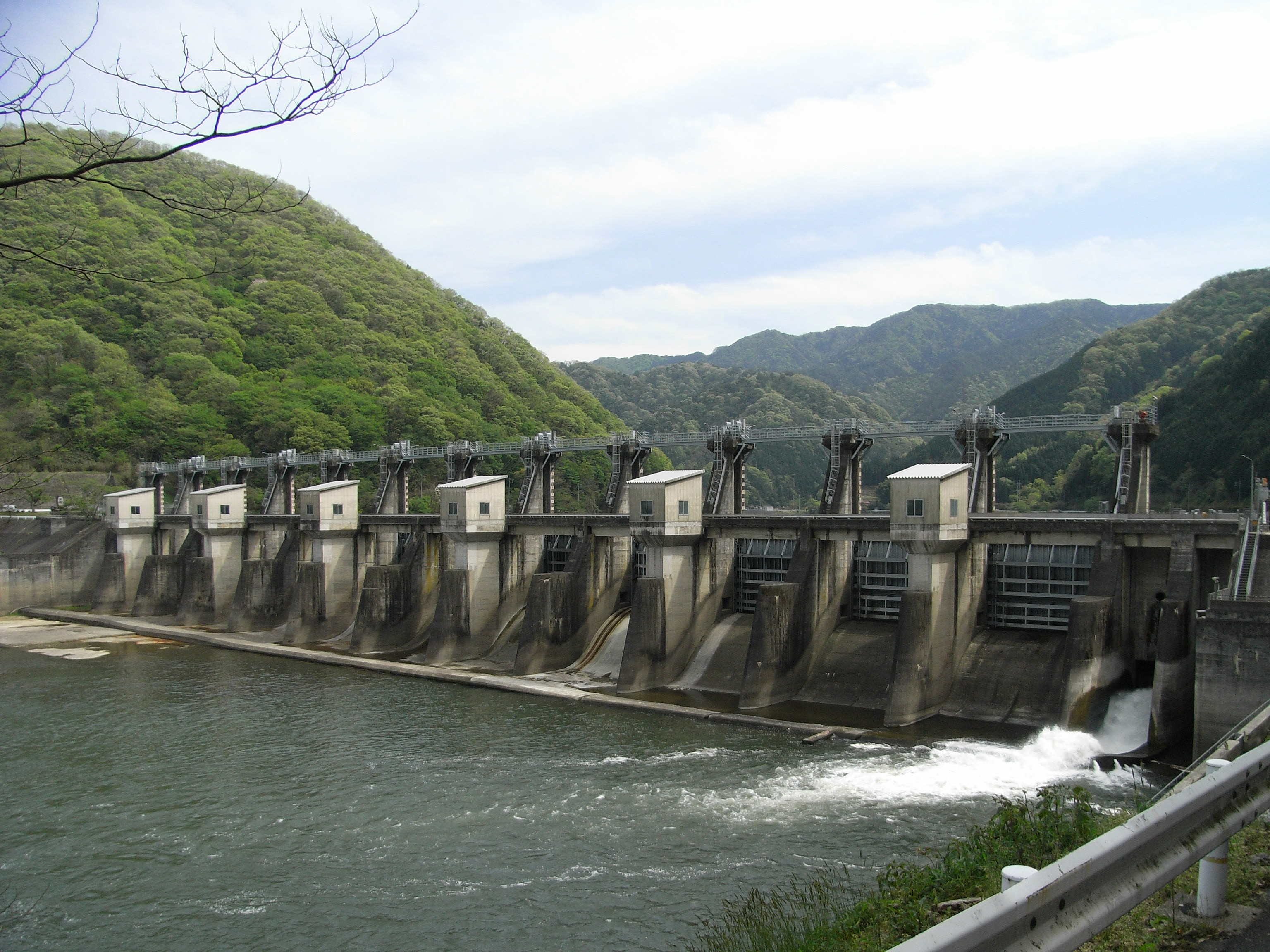
浜原
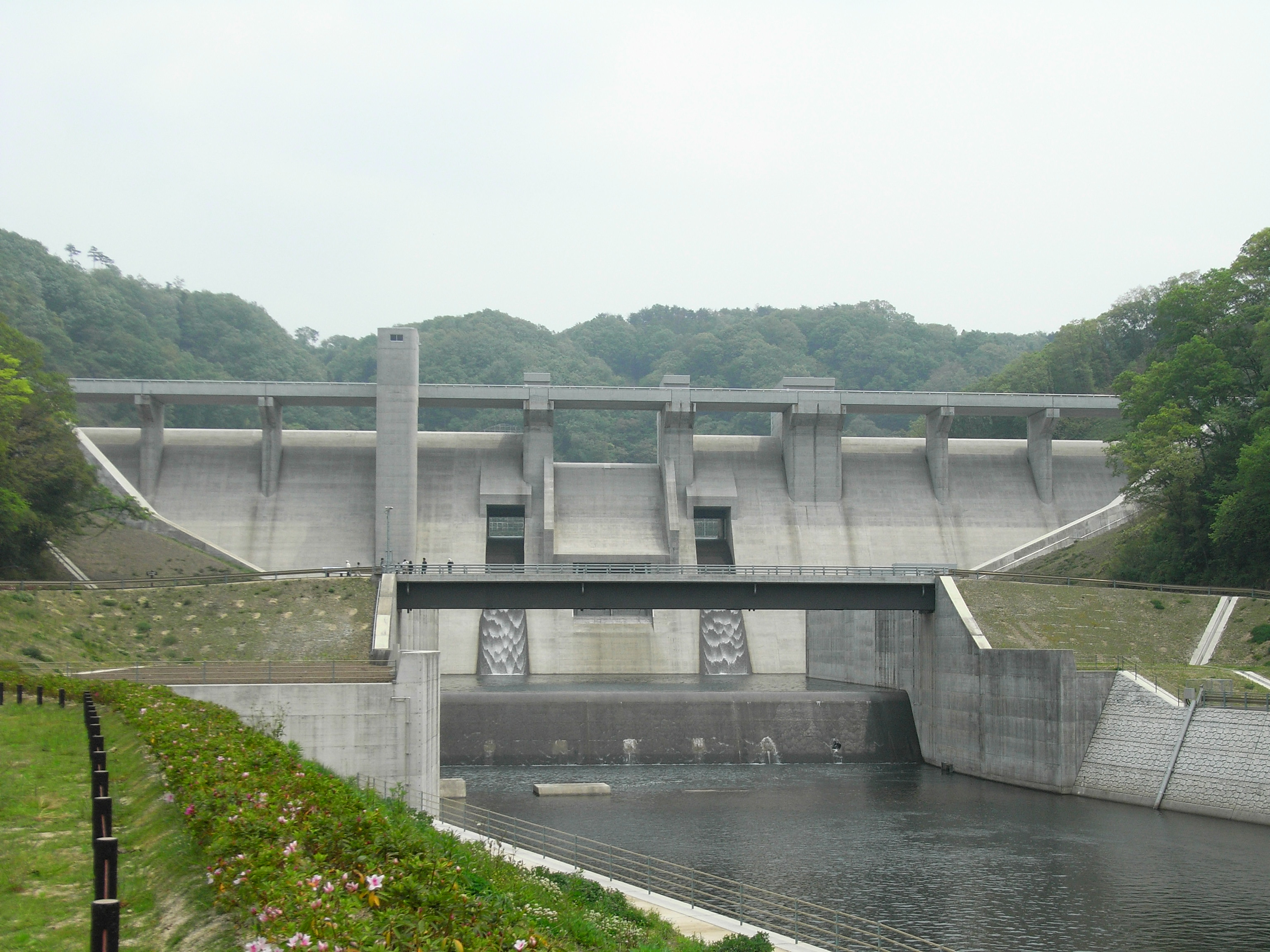
灰塚
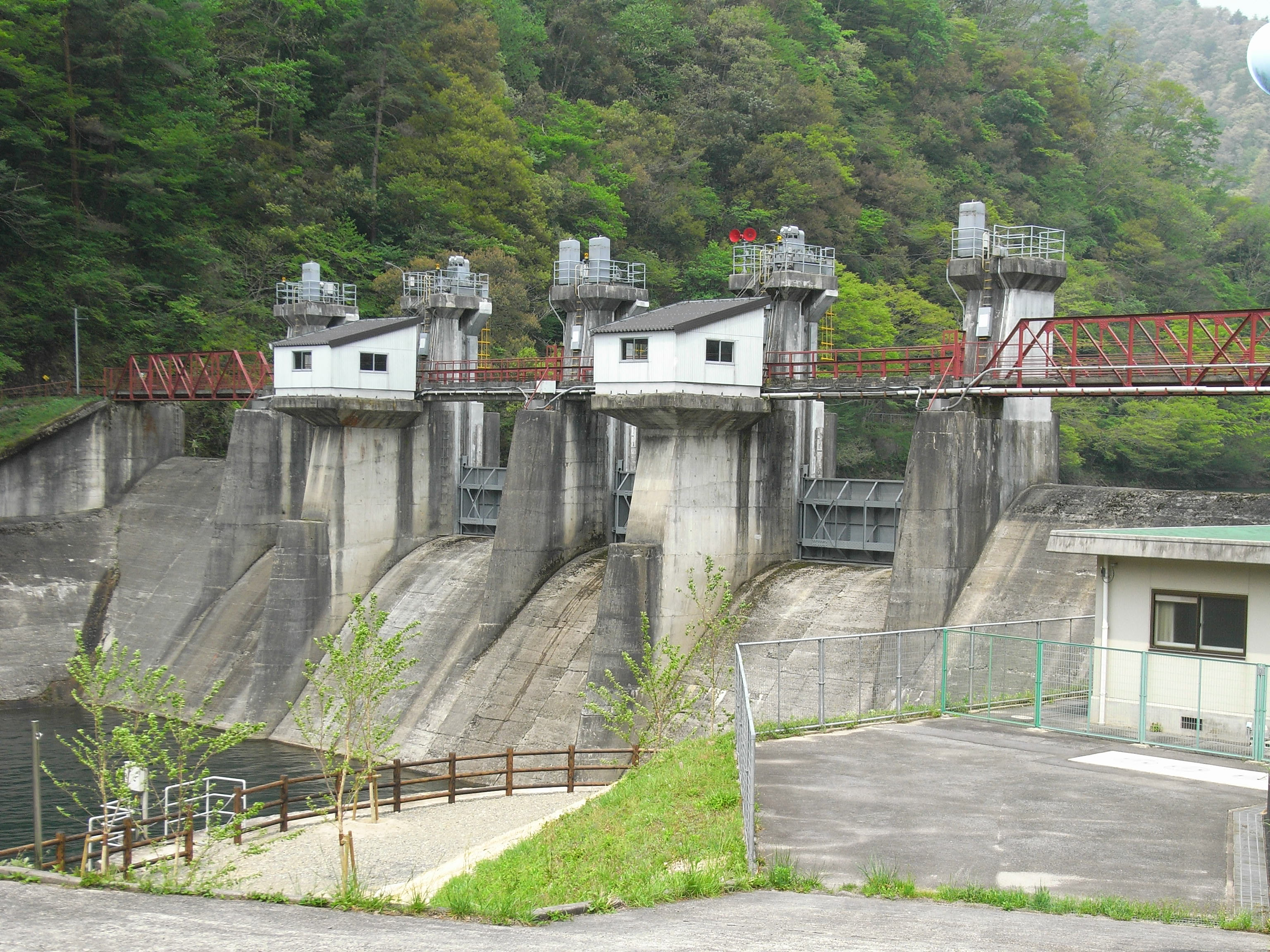
沓ヶ原
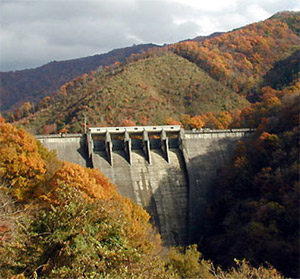
高暮
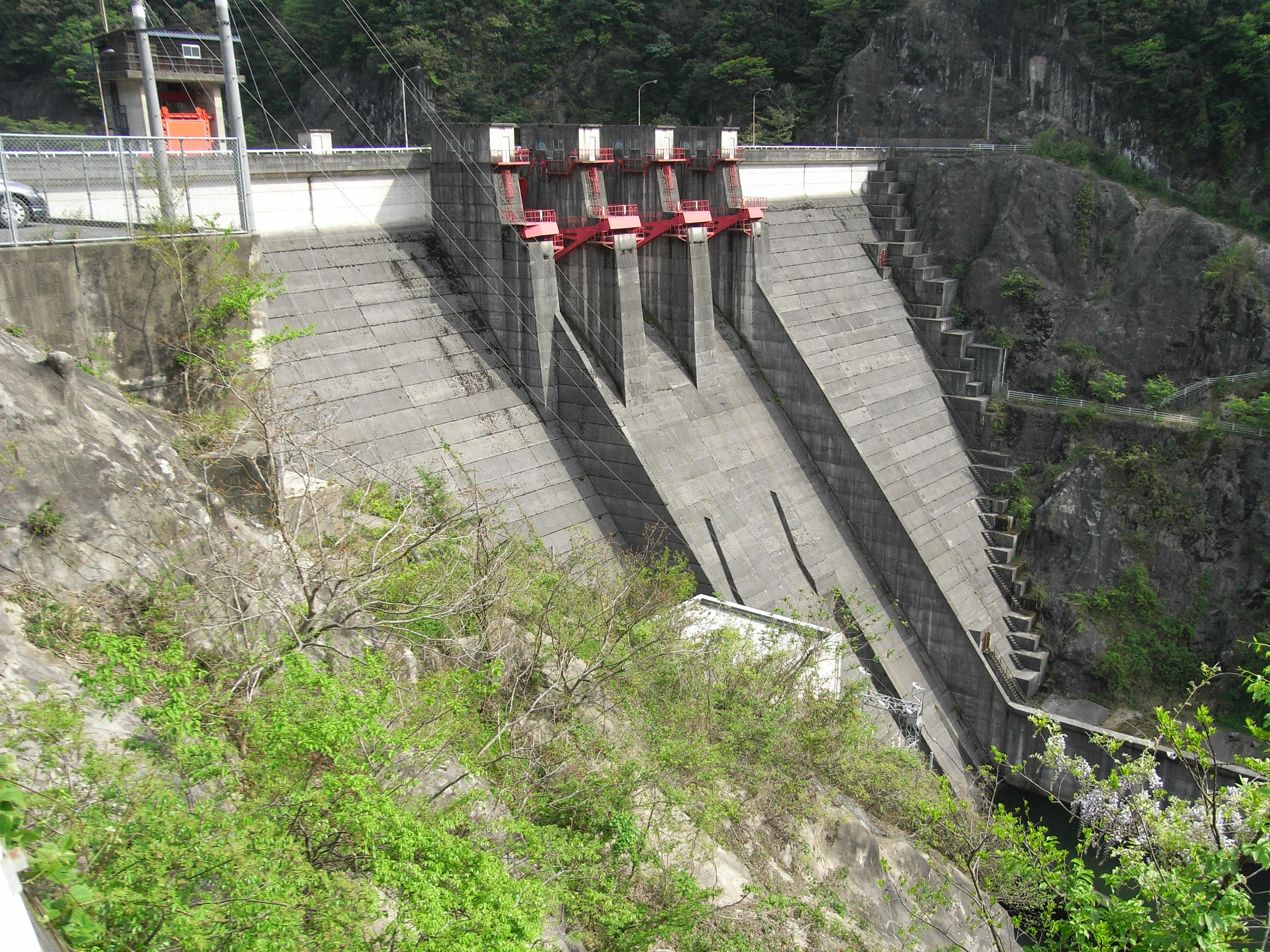
八戸

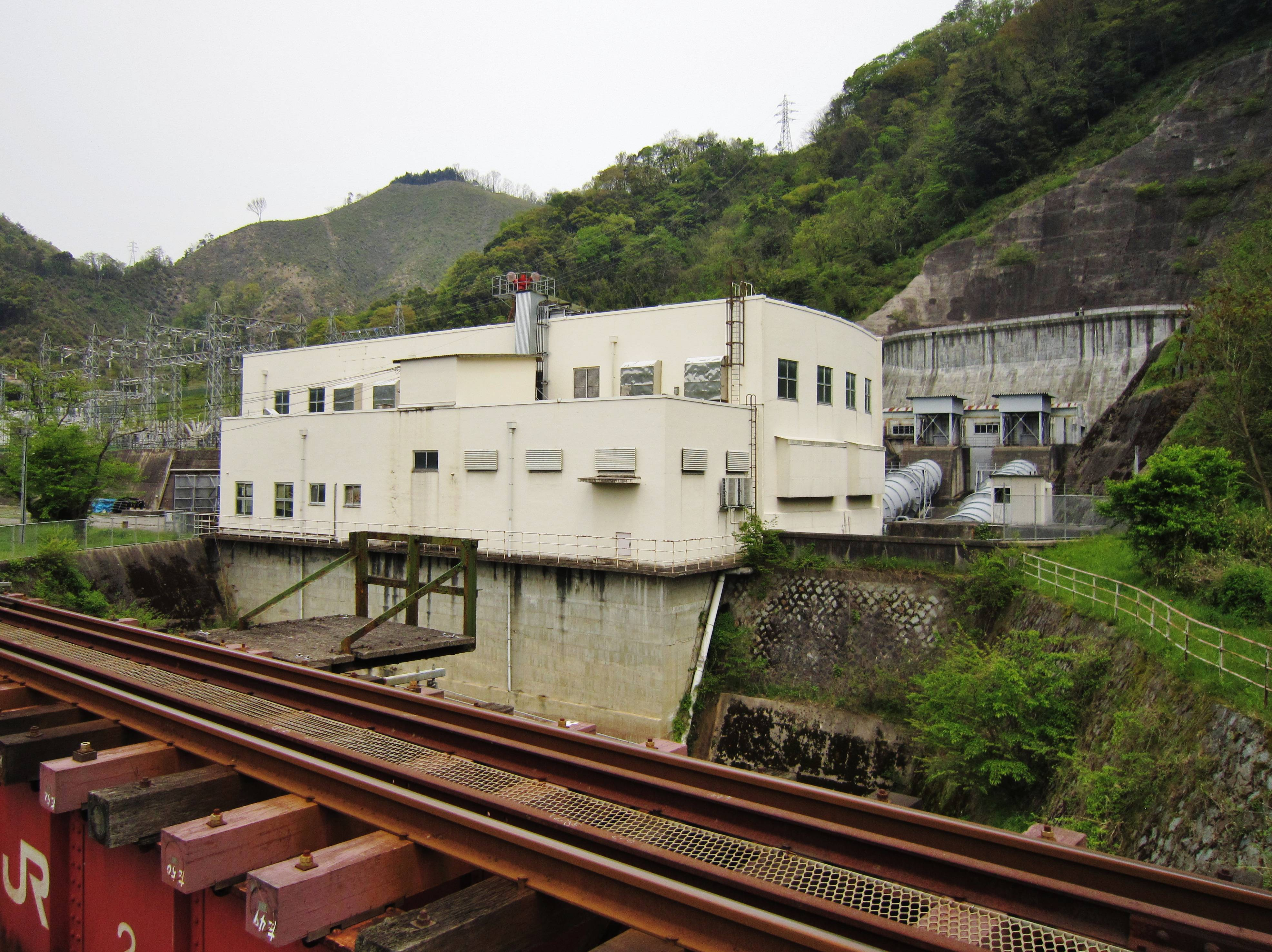
明塚
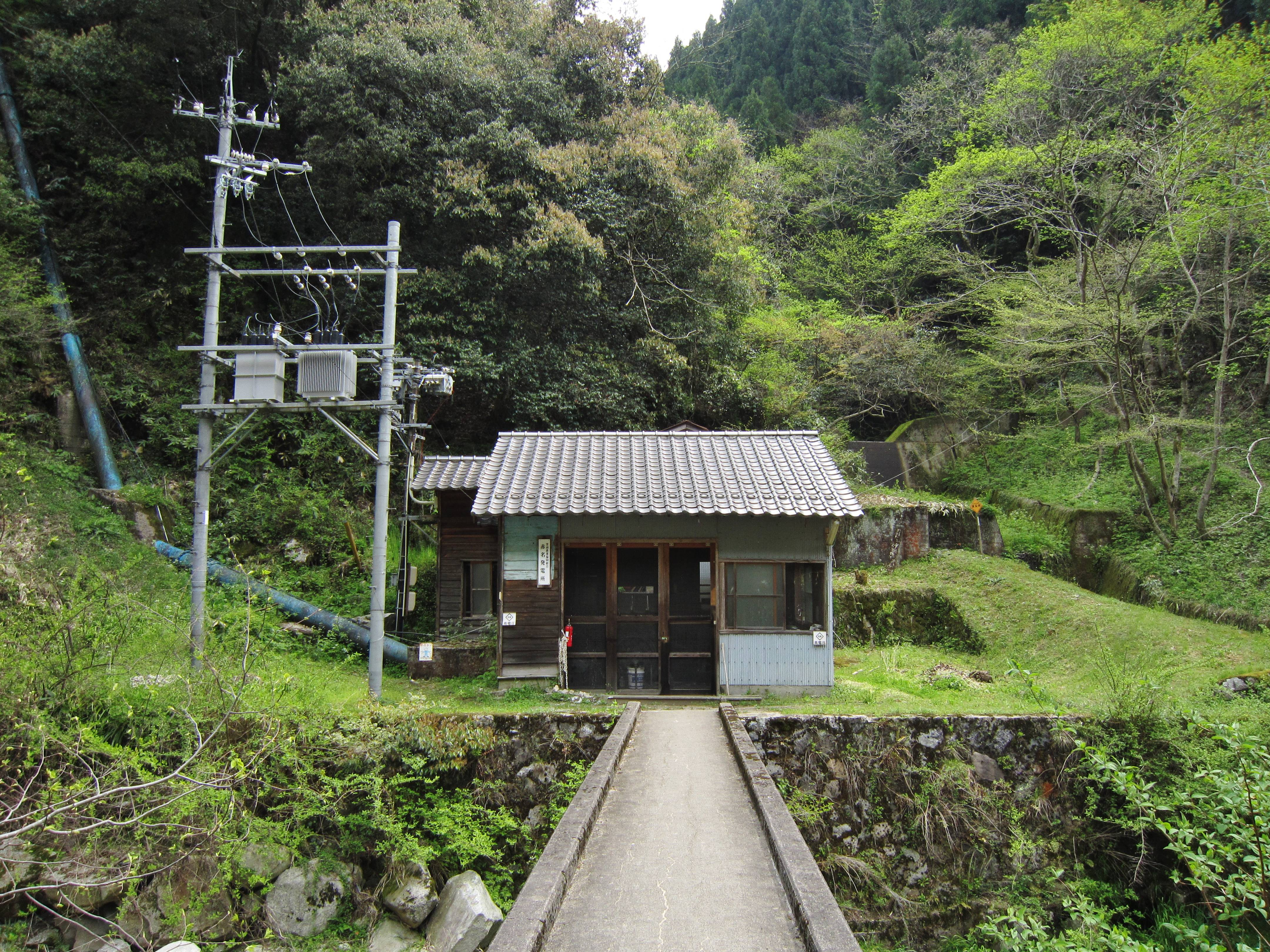
赤名（JA雲南）
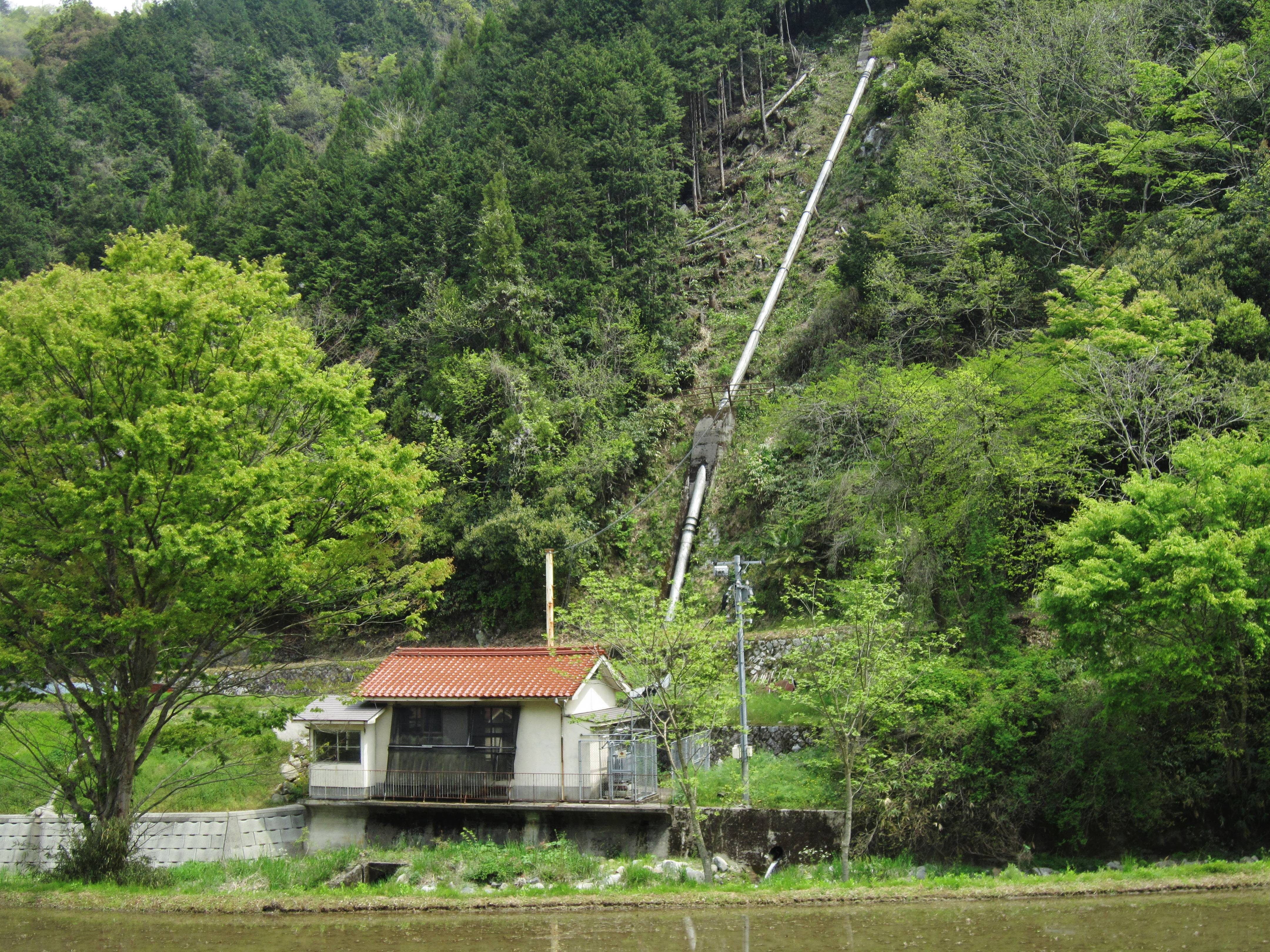
都賀（JA島根おおち）

| 本流   | 一次支流 | 二次支流 | 三次支流 | 河川施設   | 型式         | 高さ | 総貯水容量 | 事業者         | 完成年 | 備考         |
| ------ | -------- | -------- | -------- | ---------- | ------------ | ---- | ---------- | -------------- | ------ | ------------ |
| 江の川 |          |          |          | 土師ダム   | 重力         | 50.0 | 47,300     | 広島県         | 1973   | ダム湖百選   |
| 江の川 |          |          |          | 入江床止   | 堰           | -    | -          |                | 1976   |              |
| 江の川 |          |          |          | 常友頭首工 | 堰           | -    | -          |                | 1957   |              |
| 江の川 |          |          |          | 高樋堰     | 堰           | -    | -          |                | 1952   |              |
| 江の川 |          |          |          | 鳴瀬堰     | 堰           | -    | -          |                | 1923   |              |
| 江の川 |          |          |          | 浜原ダム   | 重力         | 19.0 | 11,200     | 中国電力       | 1953   |              |
| 江の川 | 生田川   | 若幡川   |          | 香六ダム   | アース       | 22.5 | 286        | 広島県         | 1965   |              |
| 江の川 | 簸ノ川   | 梶屋谷川 |          | 大和池     | アース       | 15.0 | 152        | 簸川土地改良区 | 2004   |              |
| 江の川 | 板木川   | 今出原川 |          | 板木溜池   | アース       | 33.0 | 302        | 広島県         | 1983   |              |
| 江の川 | 馬洗川   |          |          | 八次頭首工 | 堰           | -    | -          |                | 1967   |              |
| 江の川 | 馬洗川   | 芋面川   |          | 廻神溜池   | アース       | 18.6 | 144        | 中国四国農政局 | 1959   |              |
| 江の川 | 馬洗川   | 上下川   |          | 灰塚ダム   | 重力         | 50.0 | 52,100     | 中国地方整備局 | 2006   |              |
| 江の川 | 馬洗川   | 国兼川   |          | 国兼池     | アース       | 16.4 | 1,060      | 中国四国農政局 | 1953   |              |
| 江の川 | 馬洗川   | 戸張川   | 長田川   | 直助溜池   | アース       | 16.0 | 106        |                | 1956   |              |
| 江の川 | 馬洗川   | 黒渕川   |          | 目谷ダム   | ロックフィル | 49.7 | 1,308      | 中国四国農政局 | 1986   |              |
| 江の川 | 馬洗川   | 西城川   | 大戸川   | 庄原ダム   | 重力         | 42.0 | 701        | 広島県         | 2015   |              |
| 江の川 | 馬洗川   | 西城川   | 川北川   | 扇谷池     | アース       | 17.5 | 295        | 中国四国農政局 | 1953   |              |
| 江の川 | 神野瀬川 |          |          | 沓ヶ原ダム | 重力         | 19.5 | 750        | 中国電力       | 1941   |              |
| 江の川 | 神野瀬川 |          |          | 高暮ダム   | 重力         | 69.4 | 39,658     | 中国電力       | 1944   | 近代土木遺産 |
| 江の川 | 神野瀬川 |          |          | 中三原井堰 | 堰           | -    | -          |                | 1952   |              |
| 江の川 | 八戸川   |          |          | 八戸ダム   | 重力         | 72.0 | 26,800     | 島根県         | 1976   |              |
| 江の川 | 都治川   |          |          | 波積ダム   | 重力         | 54.0 | 4,010      | 島根県         |        |              |

- 土師
- 鳴瀬
- 浜原
- 灰塚
- 沓ヶ原
- 高暮
- 八戸

| 河川          | 発電所     | 認可出力 | 常時出力 | 発電形式   | 発電方式 | 取水元       | 事業者       | 運転開始年 | 備考 |
| ------------- | ---------- | -------- | -------- | ---------- | -------- | ------------ | ------------ | ---------- | ---- |
| 江の川        | 明塚       | 25,000   | 2,100    | ダム水路式 | 調整池式 | 浜原ダム     | 中国電力     | 1953       |      |
| 江の川 生田川 | 新熊見     | 23,300   | 2,300    | 水路式     | 流込み式 | 江の川取水   | 中国電力     | 1996       |      |
| 西城川        | 落合       | 4,600    | 520      | ダム水路式 | 調整池式 | 六の原調整池 | 中国電力     | 1964       |      |
| 神野瀬川      | 神野瀬     | 20,000   | 6,200    | ダム水路式 | 調整池式 | 高暮ダム     | 中国電力     | 1950       |      |
| 神野瀬川      | 高野       | 140      | 82       | ダム式     | 流込み式 | 高暮ダム     | 中国電力     | 2013       |      |
| 神野瀬川      | 君田       | 9,620    | 4,770    | ダム水路式 | 調整池式 | 沓ヶ原ダム   | 中国電力     | 1941       |      |
| 神野瀬川 萩川 | 森原       | 7,200    | 3,160    | 水路式     | 流込み式 | 萩川取水     | 中国電力     | 1952       |      |
| 布野川        | 布野       | 220      | 43       | 水路式     | 流込み式 | 布野取水     | 中国電力     | 1995       |      |
| 出羽川        | 出羽川     | 670      | 490      | 水路式     | 流込み式 | 伏谷取水     | 中国電力     | 1979       |      |
| 早水川        | 粕淵第一   | 160      | 61       | 水路式     | 流込み式 | 久保取水     | 中国電力     | 1953       |      |
| 早水川 久部川 | 粕淵第二   | 1,200    | 350      | 水路式     | 流込み式 | 早水川取水   | 中国電力     | 1927       |      |
| 家古屋川      | 勝地       | 770      | 0        | 水路式     | 流込み式 | -            | 島根県企業局 | 2000       |      |
| 八戸川        | 八戸川第一 | 6,300    | 570      | ダム水路式 | 流込み式 | 八戸ダム     | 島根県企業局 | 1982       |      |
| 八戸川        | 八戸川第二 | 2,500    | 270      | ダム式     | 貯水池式 | 八戸ダム     | 島根県企業局 | 1976       |      |
| 八戸川        | 八戸川第三 | 240      | 159      | ダム式     | 貯水池式 | 八戸ダム     | 島根県企業局 | 2000       |      |

- 明塚
- 赤名（JA雲南）
- 都賀（JA島根おおち）

## 交通
かつて上下流域の交流には舟が用いられていたが、三江線の開通や道路網整備により衰退した。その三江線も、過疎化による利用者減少や豪雨災害からの復旧費用などの理由により2018年廃止となった。
渡河も同様で、1950年代に渡し舟から橋梁へと代わっていった。その中で、1959年（昭和34年）7月17日には、桜江町谷住郷で渡し船が転覆して高校生3人が溺死する事故も発生した。中流域では特に1972年の「昭和47年7月豪雨」で流出したものが多く、それ以降に架け替えられた橋が現在用いられている。旧三江線の橋には軌道に歩道を併設した第一江川橋梁、軌道と歩道の2重トラス橋の第三江川橋梁も存在するが、廃線に伴い現在立ち入り禁止となっている。

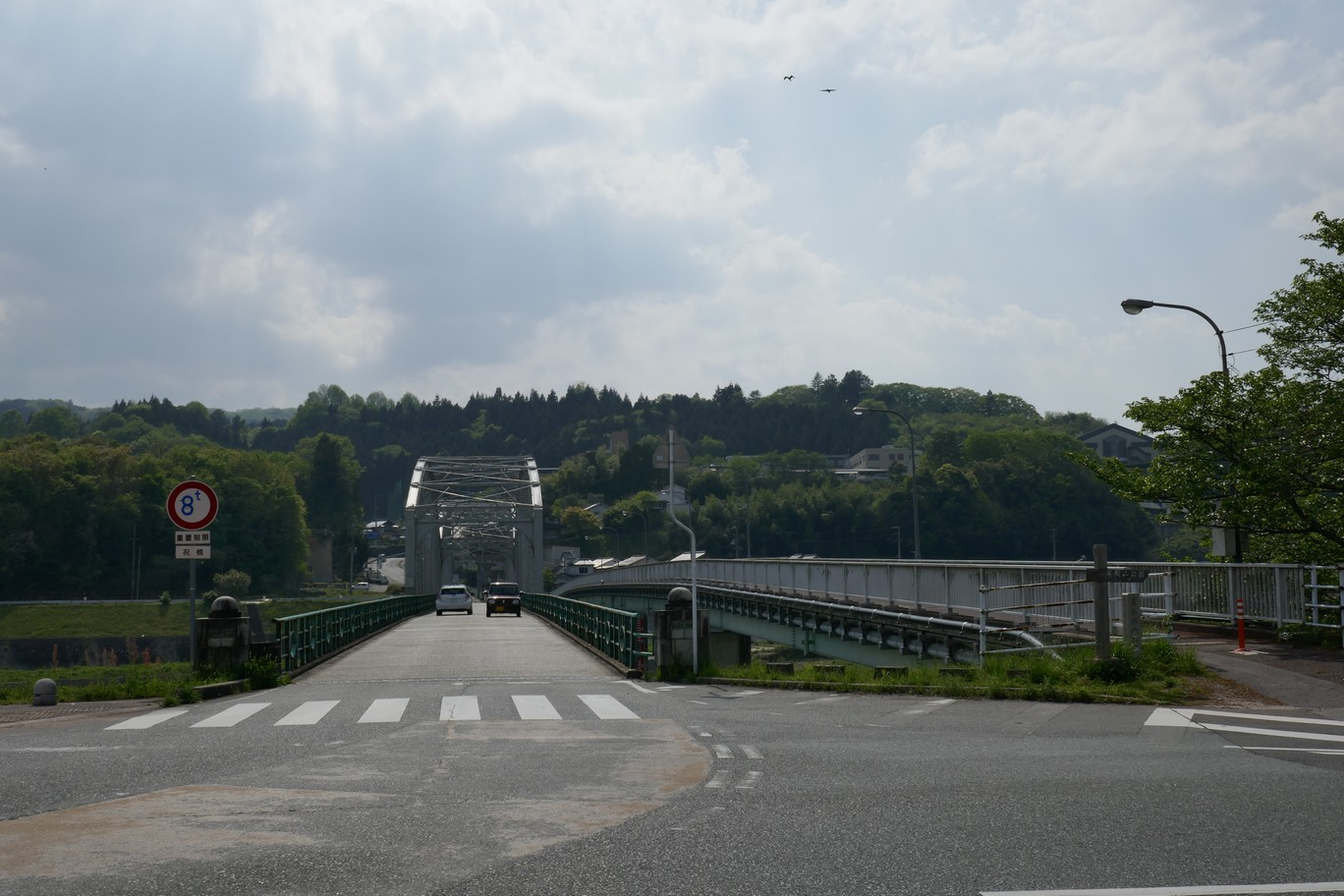
祝橋
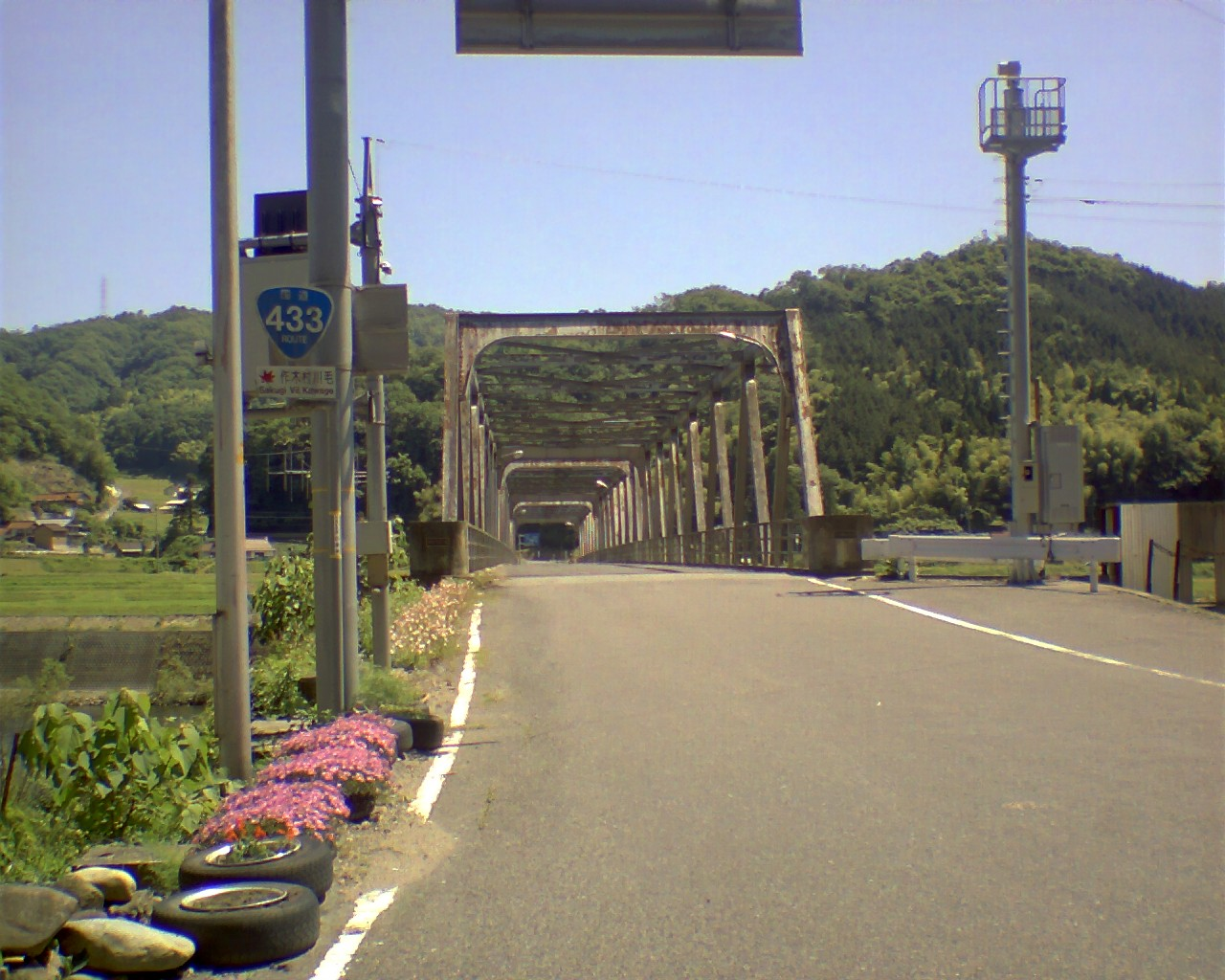
式敷大橋
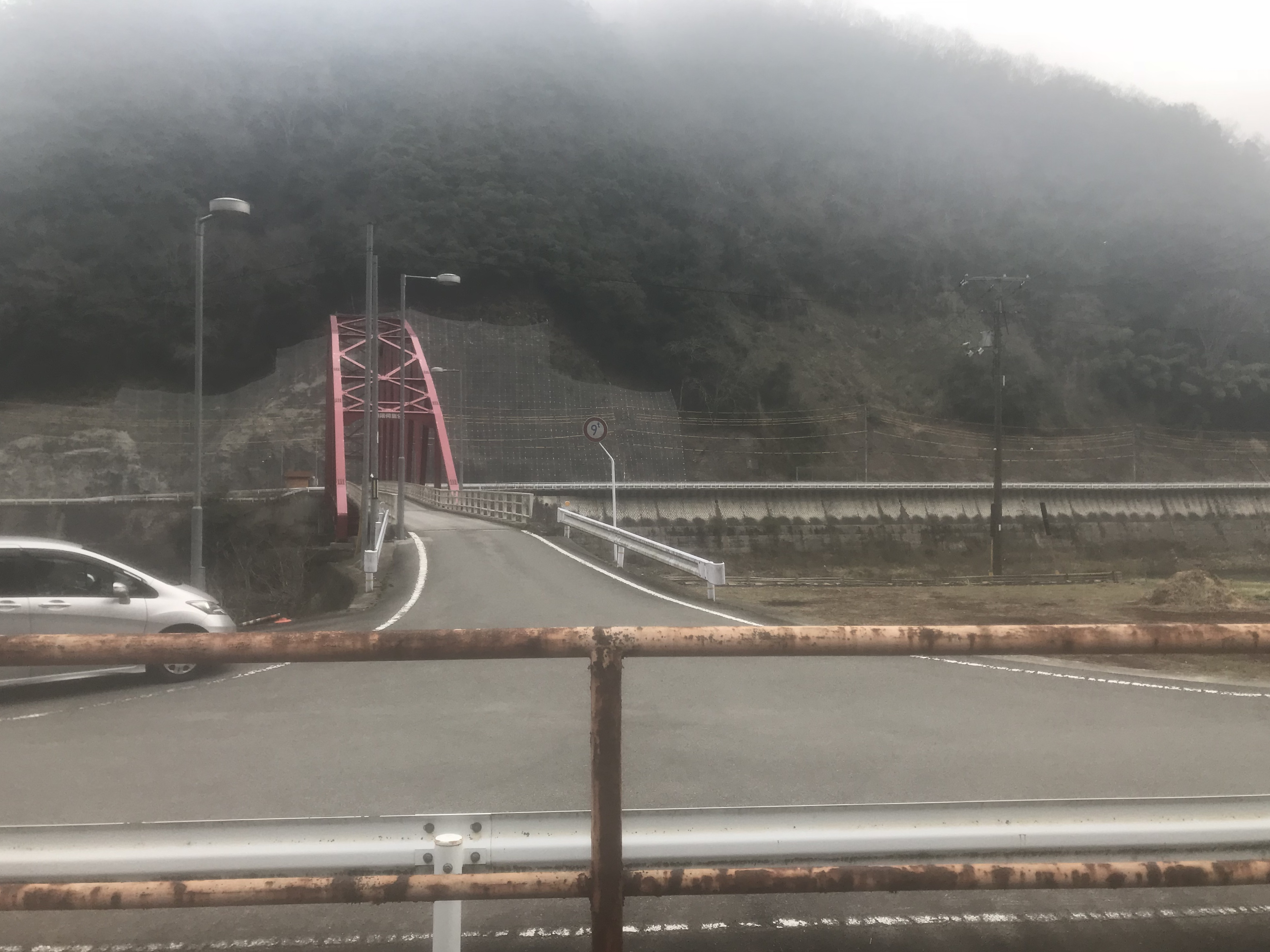
三国橋
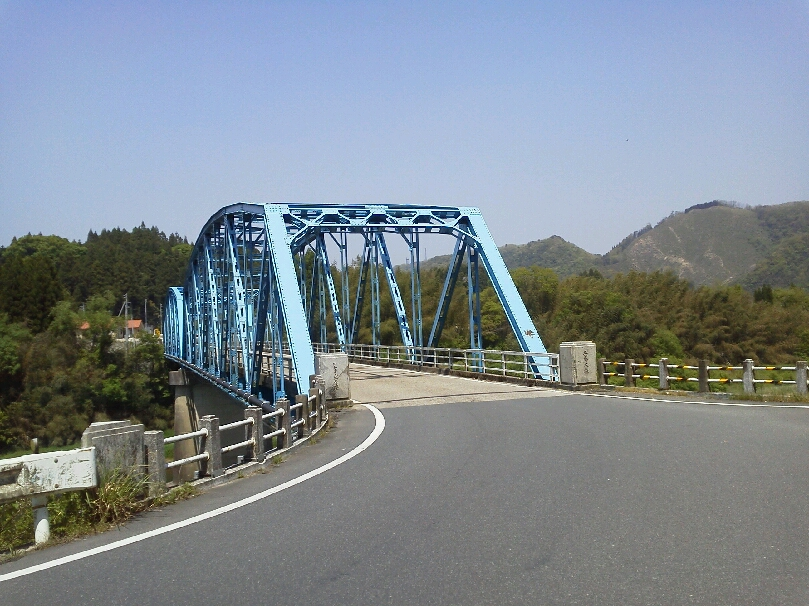
吾郷大橋
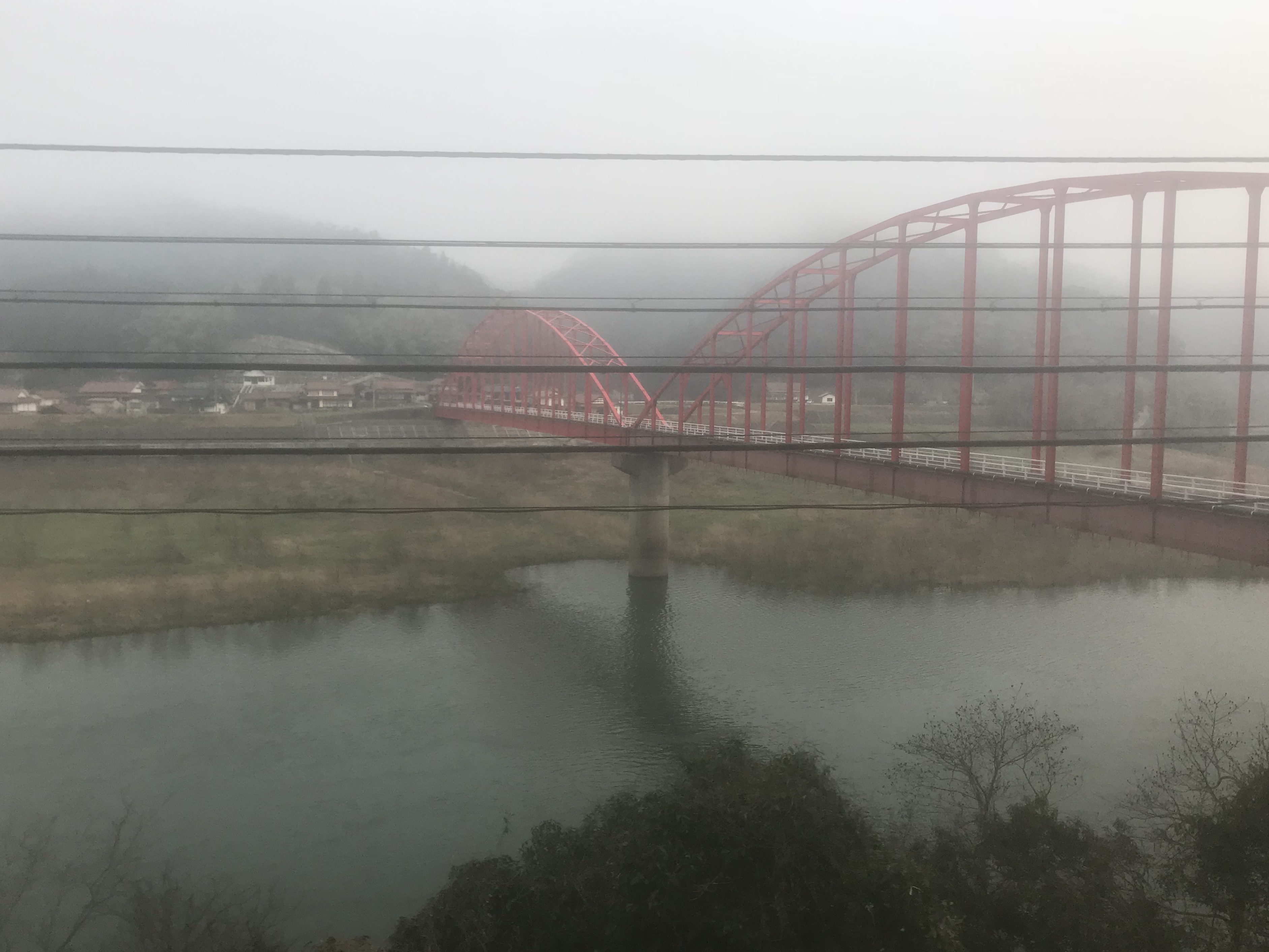
栗原橋
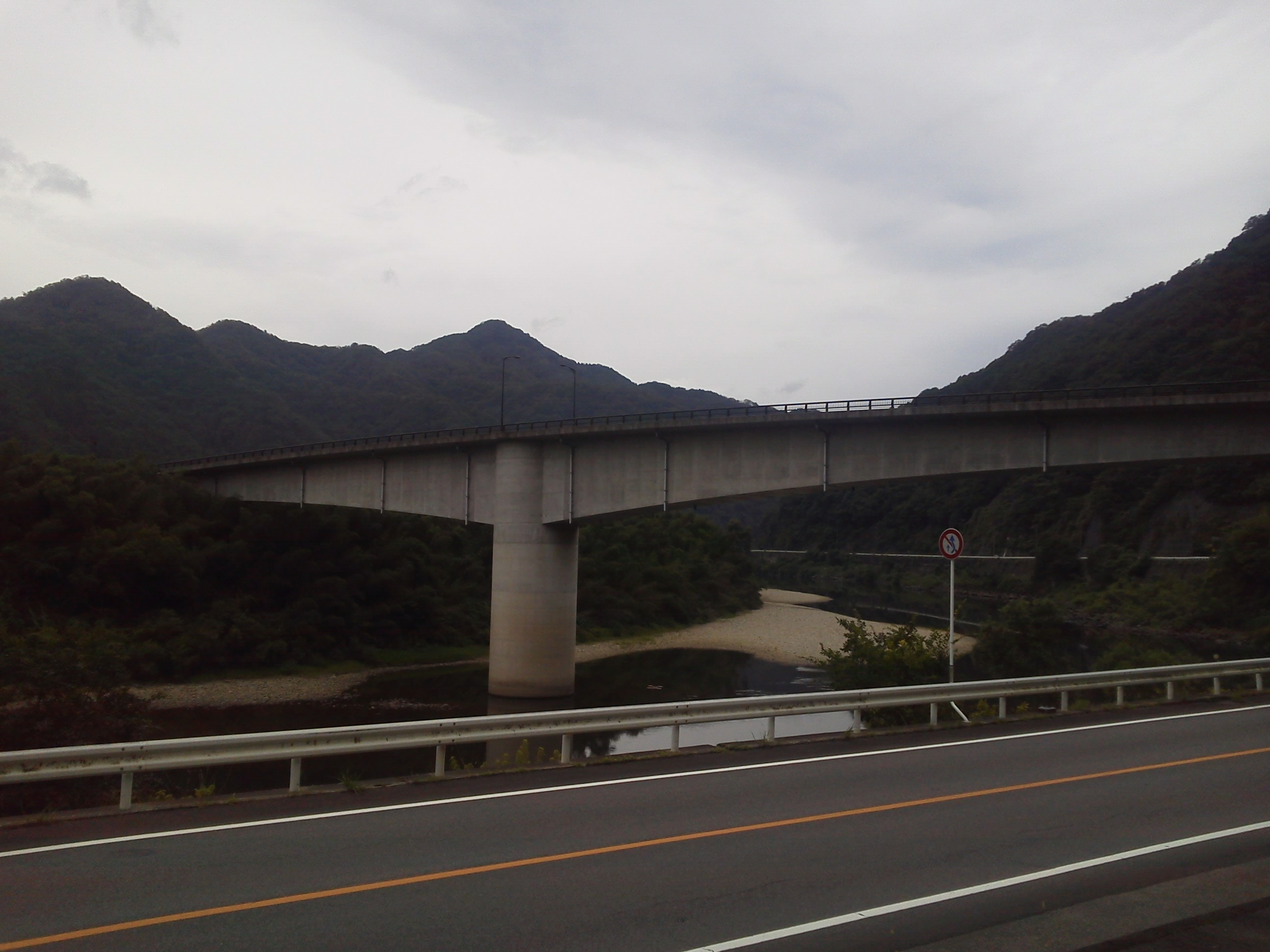
鹿賀大橋
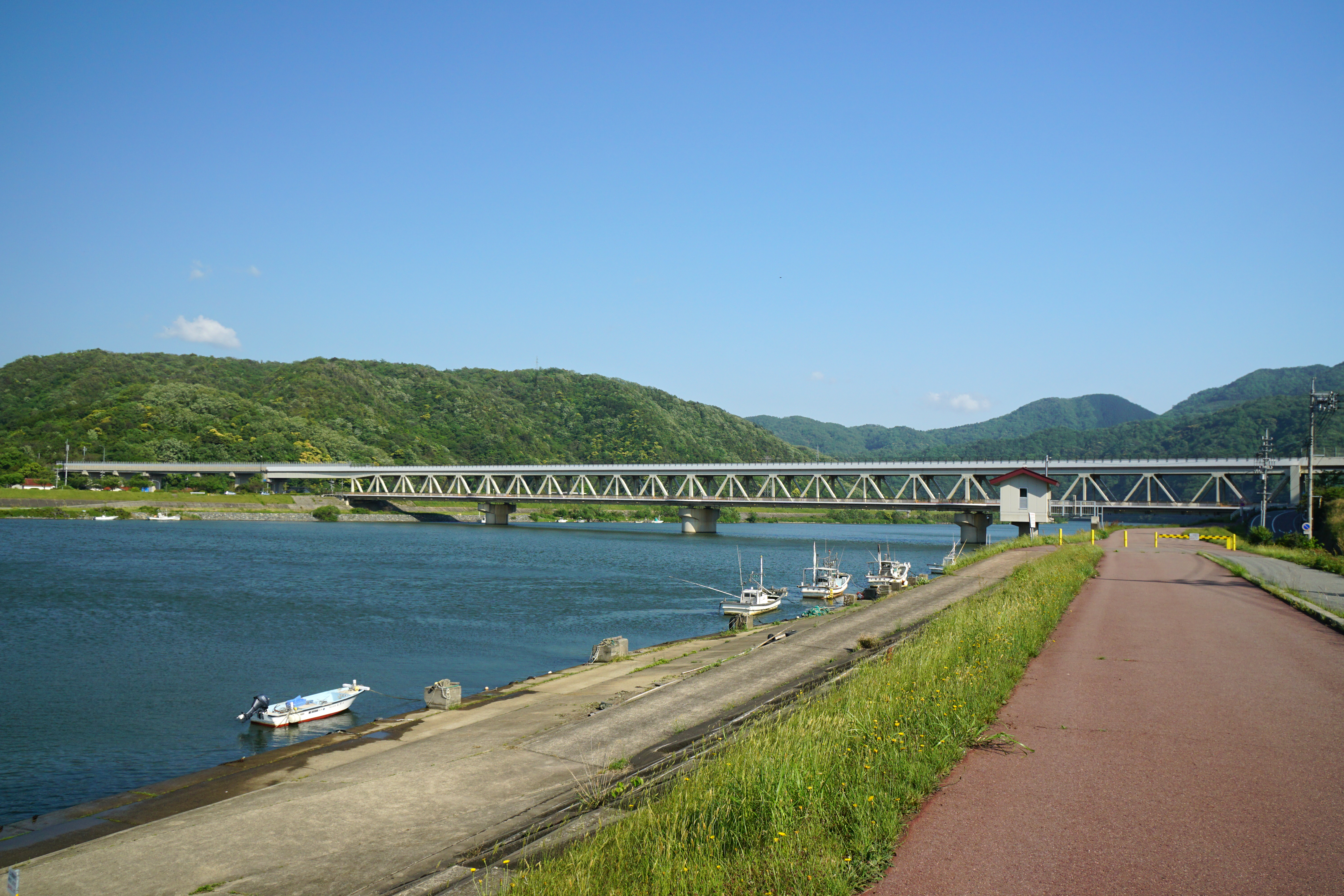
新江川橋
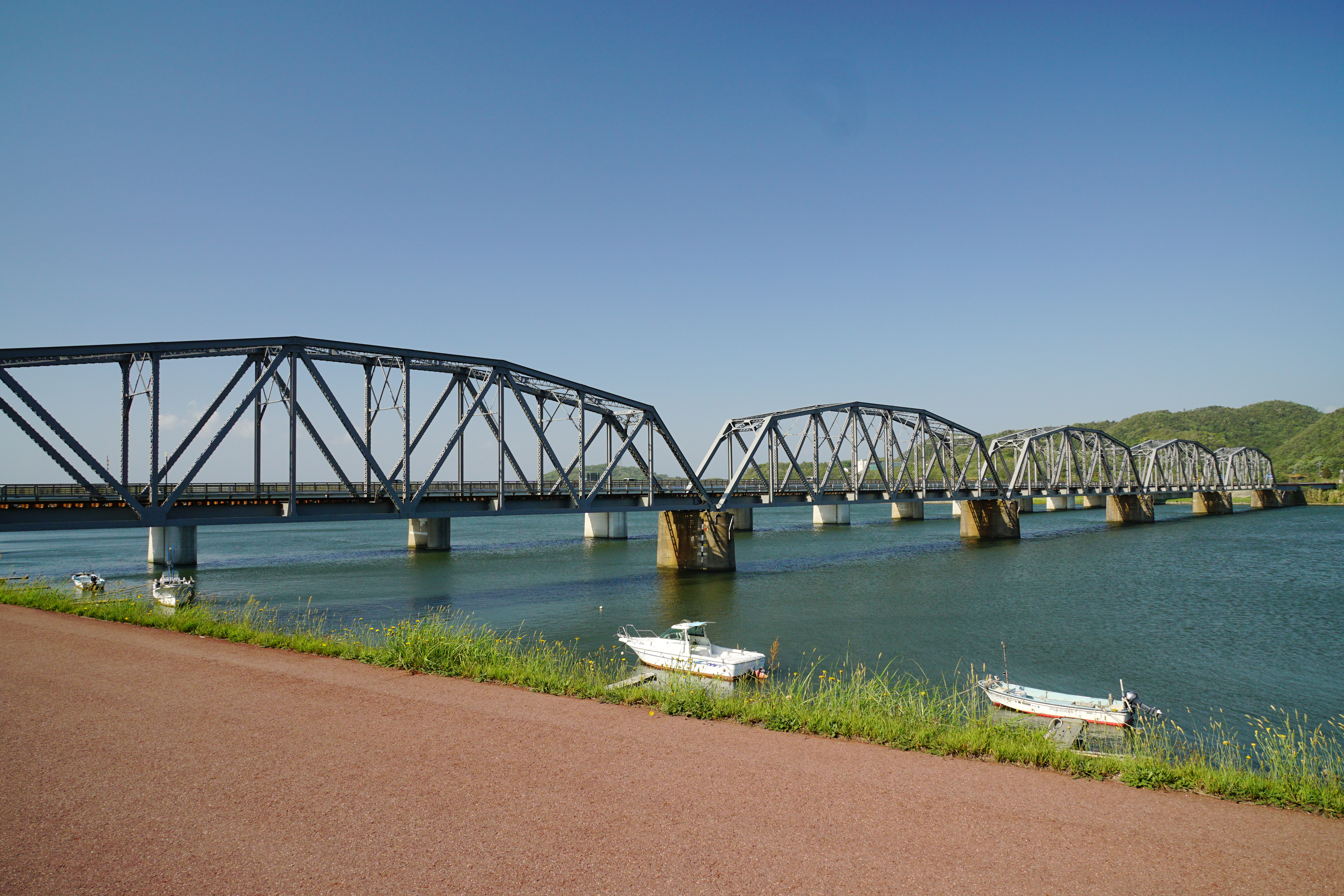
郷川橋梁と江川橋

| 橋梁           | 供用道路            | 供用年 | 左岸所在地                   | 右岸所在地                 | 備考           |
| -------------- | ------------------- | ------ | ---------------------------- | -------------------------- | -------------- |
| 亀尻橋         | 広島県道312号       | 1981   | 広島県山県郡北広島町大朝     | 同左                       |                |
| 大朝大橋       | 島根・広島県道5号   |        | 広島県山県郡北広島町大朝     | 同左                       |                |
| 江の川橋       | 浜田自動車道        | 1991   | 広島県山県郡北広島町大朝     | 同左                       |                |
| 新庄中橋       | 国道261号           |        | 広島県山県郡北広島町新庄     | 同左                       |                |
| 関明橋         | 広島県道311号       | 1956   | 広島県山県郡北広島町新庄     | 同左                       |                |
| 田福利橋       | 広島県道311号       | 1927   | 広島県山県郡北広島町岩戸     | 北広島町新庄               |                |
| 川戸大橋       | 国道433号           | 1995   | 広島県山県郡北広島町川戸     | 同左                       |                |
| 野賀橋         | 広島県道69号        |        | 広島県山県郡北広島町惣森     | 同左                       |                |
| 阿戸橋         | 島根・広島県道5号   |        | 広島県山県郡北広島町川東     | 北広島町壬生               |                |
| 壬生橋         | 中国自動車道        |        | 広島県山県郡北広島町川東     | 北広島町壬生               |                |
| 川井大橋       | 島根・広島県道5号   | 1973   | 広島県山県郡北広島町川井     | 安芸高田市八千代町土師     |                |
| 新可愛川橋     | 国道54号            |        | 広島県安芸高田市吉田町長屋   | 吉田町上入江               |                |
| 岩の城橋       | 広島県道29号        |        | 広島県安芸高田市吉田町吉田   | 吉田町国司                 |                |
| 吉田大橋       | 広島県道212号       | 1974   | 広島県安芸高田市甲田町下小原 | 同左                       |                |
| 智徳橋         | 広島県道52号        | 1979   | 広島県安芸高田市甲田町上甲立 | 甲田町高田原               |                |
| 川地大橋       | 広島県道63号        |        | 広島県三次市秋町             | 三次市上志和地町           |                |
| 錦橋           | 国道54号            | 1966   | 広島県三次市秋町             | 三次市下志和地町           |                |
| 江の川第三橋   | 中国自動車道        | 1979   | 広島県三次市粟屋町           | 三次市青河町               |                |
| 江の川第二橋   | 中国自動車道        | 1979   | 広島県三次市粟屋町           | 三次市青河町               |                |
| 第二吉田川橋梁 | 芸備線              | 1915   | 広島県三次市粟屋町           | 三次市青河町               |                |
| 江の川第一橋   | 中国自動車道        | 1979   | 広島県三次市粟屋町           | 三次市西酒屋町             |                |
| 第一吉田川橋梁 | 芸備線              | 1915   | 広島県三次市粟屋町           | 三次市十日市町             |                |
| 三次大橋       | 国道54号            | 1968   | 広島県三次市粟屋町           | 三次市十日市町             |                |
| 寿橋           | 国道183号           | 1968   | 広島県三次市粟屋町           | 三次市十日市西6丁目        |                |
| 祝橋           | 広島・島根県道112号 | 1921   | 広島県三次市粟屋町           | 三次市三次町               | 近代土木遺産   |
| 第一可愛川橋梁 | 三江線              | 1955   | 広島県三次市粟屋町           | 三次市三次町               |                |
| 尾関大橋       | 国道54号            | 1975   | 広島県三次市粟屋町           | 三次市三次町               |                |
| 式敷大橋       | 国道433号           | 1974   | 広島県安芸高田市高宮町佐々部 | 三次市作木町香淀           |                |
| 第二可愛川橋梁 | 三江線              | 1963   | 広島県安芸高田市高宮町佐々部 | 三次市作木町門田           |                |
| 第三可愛川橋梁 | 三江線              | 1963   | 広島県安芸高田市高宮町川根   | 三次市作木町香淀           |                |
| 両国橋         | 広島・島根県道4号   | 1976   | 島根県邑智郡邑南町下口羽     | 広島県三次市作木町大津     |                |
| 第四江川橋梁   | 三江線              | 1975   | 島根県邑智郡邑南町下口羽     | 広島県三次市作木町伊賀和志 |                |
| 第三江川橋梁   | 三江線              | 1975   | 島根県邑智郡邑南町宇都井     | 広島県三次市作木町伊賀和志 |                |
| 第二江川橋梁   | 三江線              | 1975   | 島根県邑智郡美郷町都賀西     | 美郷町上野                 |                |
| 都賀大橋       | 島根県道55号        | 1978   | 島根県邑智郡美郷町都賀西     | 美郷町都賀本郷             |                |
| 都賀行橋       | 島根県道296号       | 1973   | 島根県邑智郡美郷町都賀行     | 美郷町長藤                 |                |
| 第一江川橋梁   | 三江線              | 1973   | 島根県邑智郡美郷町野井       | 美郷町粕淵                 |                |
| 吾郷大橋       | 島根県道40号        | 1954   | 島根県邑智郡美郷町簗瀬       | 美郷町吾郷                 |                |
| 川本東大橋     | 島根県道31号        | 1968   | 島根県邑智郡川本町川本       | 川本町久座仁               |                |
| 川本大橋       | 島根県道40号        | 1961   | 島根県邑智郡川本町川本       | 川本町谷戸                 |                |
| 川下橋         | 国道261号           | 1989   | 島根県邑智郡川本町因原       | 川本町川下                 |                |
| 桜江大橋       | 島根県道41号        | 1977   | 島根県江津市桜江町川戸       | 桜江町谷住郷               |                |
| 松川橋         | 島根県道221号       | 1957   | 島根県江津市川平町南川上     | 松川町長良                 |                |
| 新江川橋       | 国道9号江津道路     | 1992   | 島根県江津市江津町           | 渡津町                     | 土木学会田中賞 |
| 郷川橋梁       | 山陰本線            | 1920   | 島根県江津市江津町           | 渡津町                     |                |
| 江川橋         | 国道9号             | 1950   | 島根県江津市江津町           | 渡津町                     |                |

- 祝橋
- 式敷大橋
- 三国橋
- 吾郷大橋
- 栗原橋
- 鹿賀大橋
- 新江川橋
- 郷川橋梁と江川橋